# Réserve nationale de faune du cap Tourmente
Vous lisez un « bon article » labellisé en 2007.
Pour les articles homonymes, voir Cap Tourmente.
La réserve nationale de faune du Cap-Tourmente est l'une des huit réserves nationales de faune du Canada présentes au Québec. Établie dans une région liée aux premiers temps de l'histoire de la Nouvelle-France, cette réserve est destinée à protéger les marais à Scirpe d'Amérique, une plante qui constitue l'alimentation de l'Oie des neiges (ou oie blanche) lors de ses migrations annuelles.

## Localisation

La réserve nationale de faune du cap Tourmente est située à Saint-Joachim, près de la ville de Sainte-Anne-de-Beaupré. Elle est sur la rive nord du fleuve Saint-Laurent, à une cinquantaine de kilomètres au nord-est de la ville de Québec, dans la municipalité régionale de comté de La Côte-de-Beaupré et donc dans la région de la Capitale-Nationale au Québec (Canada).
Il est possible d'y accéder par la route 138 Est qui fait la connexion entre la ville de Québec et la région de Charlevoix, via l'avenue Royale de Saint-Joachim.

## Histoire

### Période paléohistorique
Avant la colonisation européenne du Québec, le cap Tourmente était appelé « Ajoasté » par les Iroquoiens du Saint-Laurent. Des fouilles archéologiques exécutées au début des années 1990 révélèrent dans les basses terres du cap Tourmente la présence de maisons longues iroquoises typiques. D'après la datation des vestiges trouvés, on estime que leur présence remonte au XIIIe siècle et peut-être plus tôt, au tournant du millénaire. Ces premiers habitants du lieu seront approchés par l'explorateur Jacques Cartier lors de son passage.
Le nom de « cap Tourmente » apparaît pour la première fois en 1608 sous la plume de l'explorateur Samuel de Champlain qui notait ainsi la propension des eaux du fleuve Saint-Laurent à s'agiter sous le vent à cet endroit :

« De l'isle aux Couldres costoyans la coste, fusme à un cap, que nous avons nommé le Cap de Tourmente, qui en est à sept lieues, et l'avons ainsi appelé, d'autant que pour peu qu'il face de vent, la mer y esleve comme si elle estaoit pleine,… »

### La ferme de Champlain
Les fouilles archéologiques ont également mis au jour les vestiges d'une ferme établie par Champlain. L'abondance et la qualité du fourrage des lieux n'étaient pas passées inaperçues et dès 1623 on y exploitait déjà cette ressource. Ce n'est que trois ans plus tard, en 1626, qu'on y érige une ferme. L'une des premières exploitations agricoles de la Nouvelle-France, elle avait pour fonction d'assurer la subsistance de la nouvelle colonie établie à Québec. Les bâtiments étaient d'architecture paysanne traditionnelle normande. Construits en colombage bousillé avec un toit de chaume, ils représentent l'un des rares exemples de ce type de construction en Amérique, hérité directement du Moyen Âge.
L'exploitation fut toutefois de courte durée. Deux ans plus tard, en juillet 1628, des hommes de frères Kirke saccagèrent et mirent le feu aux bâtiments dans le but d'affamer la colonie qu'il ne pouvaient prendre autrement. Il s'ensuit une longue période d’inoccupation de plus de trois décennies. Dans les années 1660, entre Cap-Rouge et le Cap Tourmente est ouvert le premier tronçon du Chemin du Roy.

### La ferme du Séminaire de Québec (1664-1969)
Vers 1664, Monseigneur François de Laval acquiert la seigneurie de Beaupré, territoire incluant le cap Tourmente, afin d'en faire des terres agricoles vouées à l'approvisionnement du Séminaire de Québec. Jusqu'au milieu du XXe siècle, l'agriculture et l'élevage du bétail, en plus de la chasse en saison, constitueront l'activité essentielle des lieux.
Deux fermes y seront d'abord érigées : la Petite-Ferme et la Grande-Ferme. À la suite de leur destruction par les Anglais en 1759, ces deux exploitations agricoles seront subdivisées en plusieurs établissements plus petits. Les subdivisions de la Grande-Ferme seront localisées à l'extérieur du territoire actuel de la réserve. La Petite-Ferme partagera son terrain d'origine avec trois autres sur le territoire de la réserve : la Ferme de la Friponne, la Ferme du bout du cap (ou la Ferme du Cap Tourmente) et la Ferme Chevalier. La Grande-Ferme, reconstruite en 1866 et reconnue monument historique par le Ministère de la culture et des communications du Québec le 28 juillet 1975, est située à environ 2 km à l'est de l'entrée de la réserve,,.
De 1747 à 1760, Joseph-Michel Cadet, dit Caddé, devient le nouveau contremaître à la Petite-Ferme. Il est nommé « Boucher du Roi » et « munitionnaire général de la Nouvelle-France » ce qui lui donne la responsabilité de fournir en matériel et équipement la colonie et le Roi. Il devient rapidement l'homme le plus riche de la Nouvelle-France, ce qui lui vaut un bannissement de neuf ans: on découvre qu'il vendait à un prix démesuré au Roi en partageant les profits avec l'intendant François Bigot et nuisant ainsi aux intérêts de la colonie.
La ferme de la Friponne est construite entre 1750 et 1752 sur les berges de la rivière qui porte aujourd'hui ce nom. Son premier contremaître est un Charlesbourgeois nommé Charles Guilbaut. La maison des Français, qui subsiste toujours, faisait partie de la ferme de la Friponne. Le bâtiment servit probablement au cours de son existence de laiterie, de lavoir, de forge, de fournil et peut-être d'habitation.
Lors de l'invasion de la colonie par les Britanniques en 1759, les soldats du général James Wolfe, après que leurs navires aient jeté l'ancre dans la région, incendièrent et détruisirent les fermes et les terres agricoles dont les bâtiments du cap Tourmente. Dès 1760, les deux fermes sont reconstruites. En 1786, la ferme du bout du cap est aménagée avec ses dépendances. Lorsque les fermiers qui l'habitent la quittent, elle devient un camp pour les pêcheurs d'anguilles du Séminaire. La ferme Chevalier, quant à elle, dont l'histoire est moins connue, fut démolie pierre par pierre pour permettre la construction de la maison d'un médecin de la région à Saint-Ferréol-les-Neiges.
En 1934, l'électricité devient pour la première fois accessible au cap Tourmente et à la Petite-Ferme. En 1940, c'est la ferme de la Friponne qui subit un incendie; elle ne sera pas reconstruite et ses terres demeureront en friche comme pâturage. Le Centre d'interprétation de la réserve est situé à proximité de la ferme, dont ne subsiste qu'un petit bâtiment, la Maison des Français. La ferme du bout du cap subira le même sort vers la fin des années 1950.

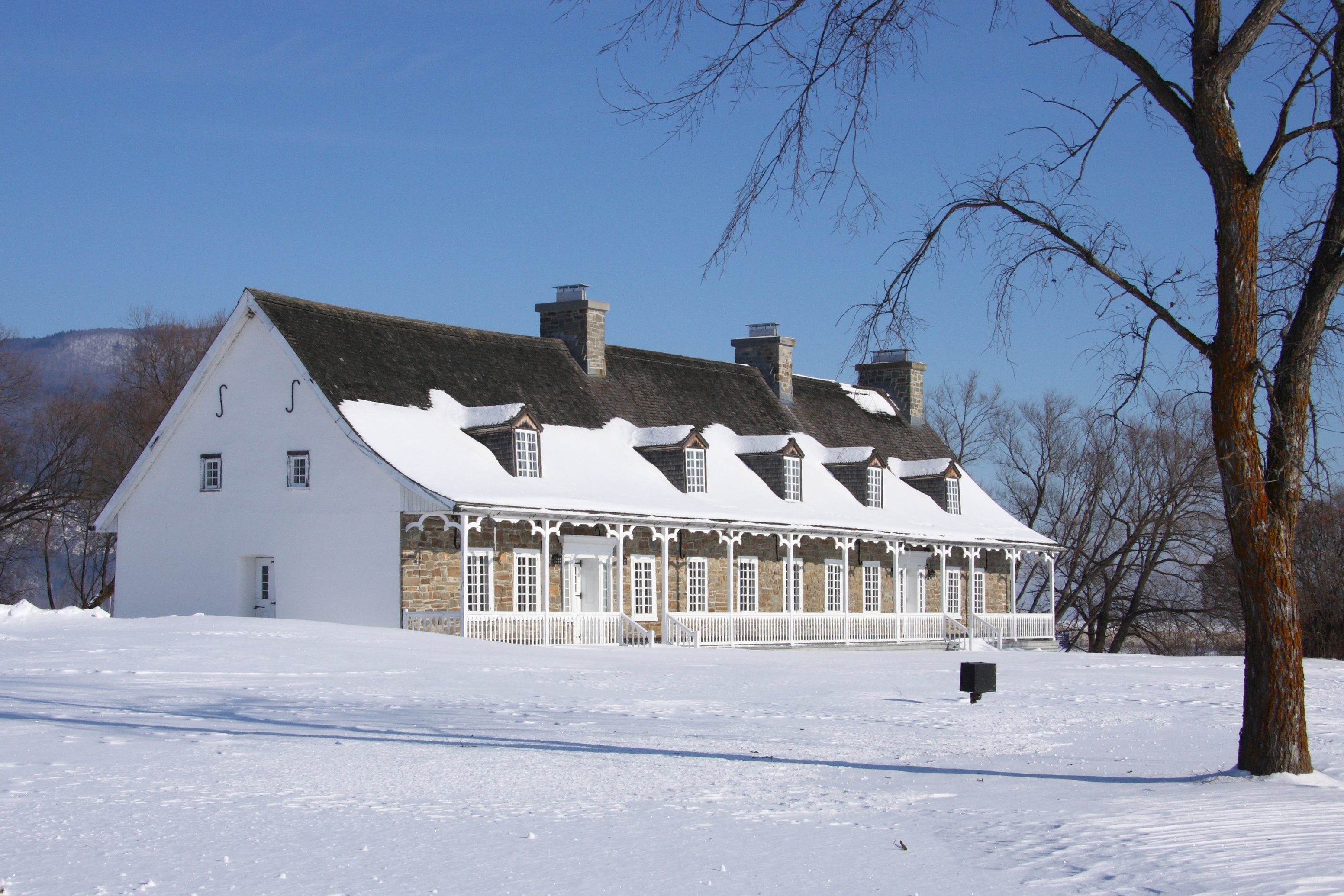
La Petite Ferme qui abrite les bureaux administratifs de la réserve
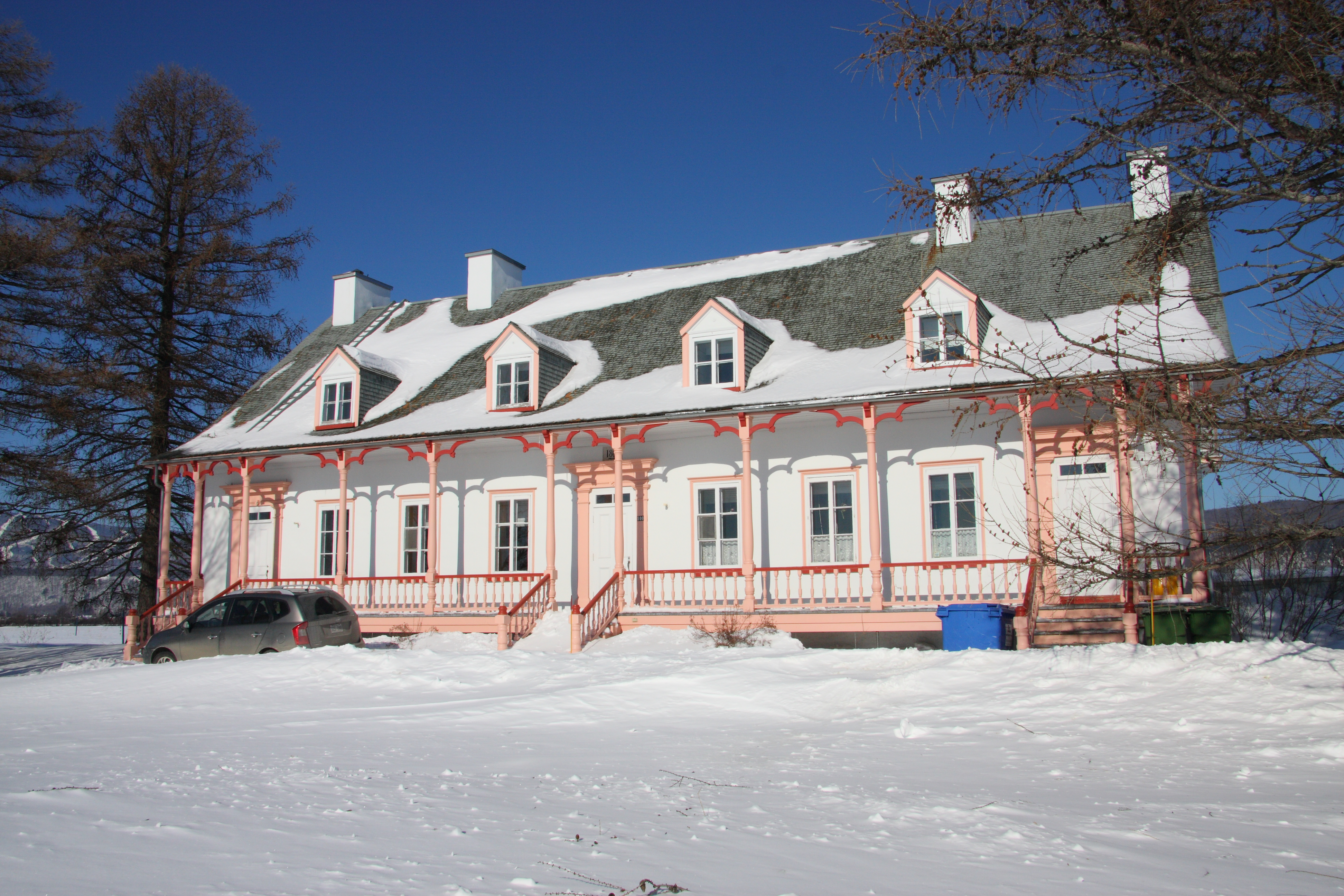
La Grande Ferme à proximité de la réserve
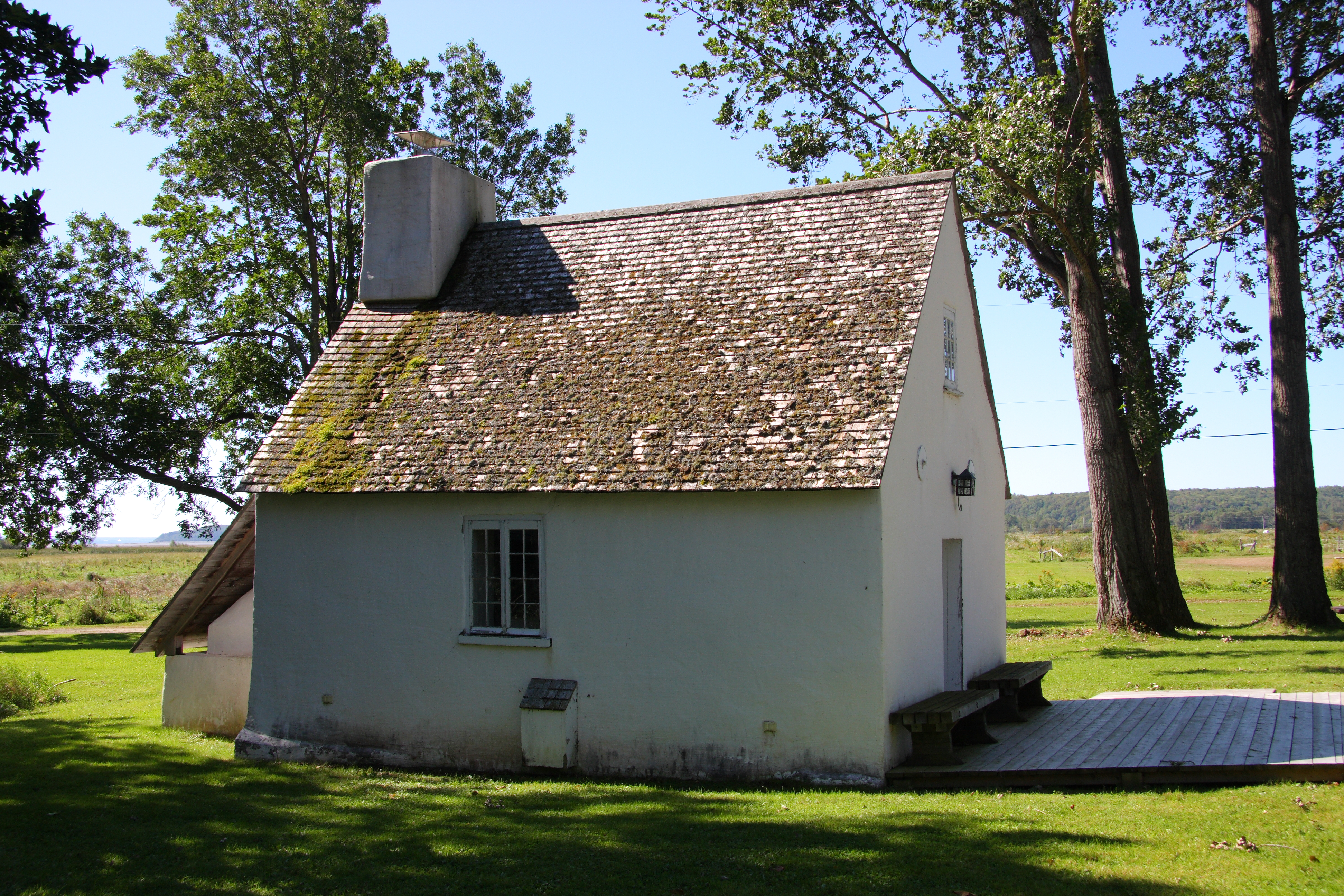
La maison des Français, construite au milieu du XVIIIe siècle.

### Le Service canadien de la faune (1969 à nos jours)
Le Service canadien de la faune fait l'acquisition en 1969 des terres pour 1 400 000 dollars canadiens. Le 28 avril 1978, la réserve nationale de faune du cap Tourmente est créée afin de protéger les terres humides où pousse la Scirpe d'Amérique, plante dont la racine est l'un des mets privilégiés par la grande oie blanche lors de sa halte au cours de ses migrations semi-annuelles. Le centre d'interprétation fait son apparition et la Petite-Ferme abrite désormais les bureaux administratifs de la réserve,.
Le 15 janvier 1981, le cap Tourmente devient la première réserve protégée en Amérique du Nord en vertu de la convention de Ramsar sur la protection des aires humides,.
L'entrée, gratuite jusqu'en 1985, devient alors payante et subit des augmentations jusqu'en 1991, puis en 1999. Le coût d'entrée demeure cependant inférieur à celui d'autres sites de plein-air et d'écotourisme de la région de Québec. La Petite-Ferme, ainsi qu'une maison en annexe de cette dernière, la « maison des Français » ont été respectivement classés et reconnus édifices fédéraux du patrimoine par le bureau d'examen des édifices fédéraux du patrimoine le 9 juillet 1992,.
En 2008, alors que l'Association des amis de Cap Tourmente évoque un retrait de la contribution annuelle de 125 000 $CAN du gouvernement fédéral qui constitue le tiers du budget d'animation du site et que le député du Bloc québécois de la circonscription électorale de Montmorency—Charlevoix—Haute-Côte-Nord Michel Guimond dénonce le mauvais entretien des lieux, la ministre conservatrice Josée Verner confirme que des négociations sont en cours afin d'assurer le financement à long terme des activités du site.
En 2019, un nouveau sentier, "Les Chutes", est aménagé au coût de 1,3 million de dollars canadiens. Long de 4,8 km aller-retour, il permet d'observer les chutes du ruisseau de la friponne à partir de quatre belvédères, dans un secteur auparavant inaccessible aux visiteurs.
|  |

## Géomorphologie

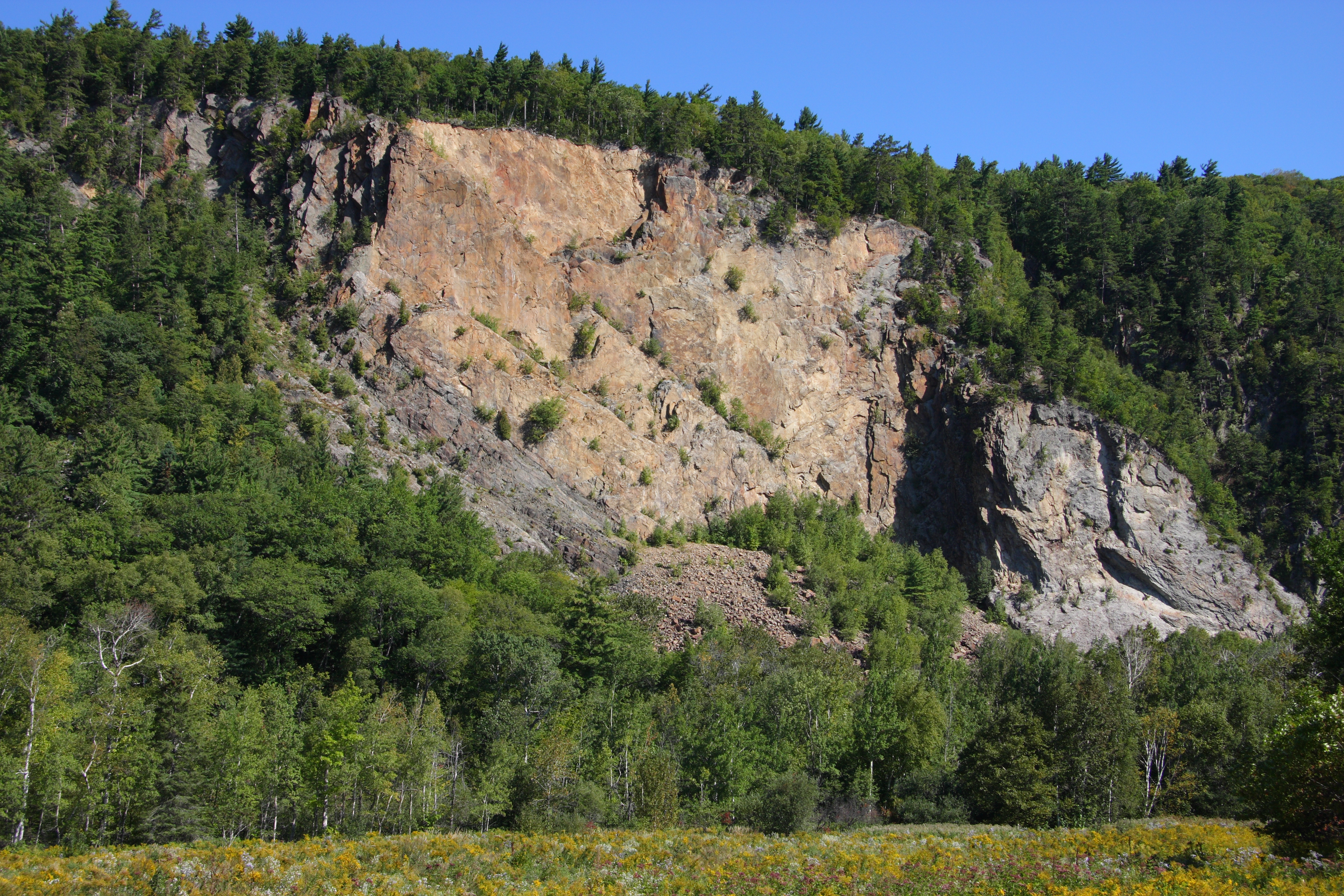
La falaise où niche le Faucon pèlerin

La réserve du cap Tourmente couvre 2 396 ha sur les berges de l'estuaire du Saint-Laurent à la rencontre des régions géologiques des basses terres du Saint-Laurent et du plateau laurentien. La rencontre de l'escarpement du plateau et des premiers kilomètres de l'estuaire du fleuve provoque un microclimat où l'hiver est légèrement moins froid, mais plus humide que dans les régions avoisinantes et l'été plus frais. On identifie quatre éléments géomorphologiques sur la réserve : la batture ou l'estran, la plaine, le plateau laurentien et, à la jonction du plateau et de la plaine, la zone de contact.
L'estran se compose de la slikke, de la haute slikke et du schorre. Une microfalaise d'environ un mètre sépare la slikke du schorre. Le marécage côtier est établi sur le schorre. La slikke et le schorre sont traversés de chenaux de marée par où s'écoulent les eaux lors du jusant. La haute slikke est la zone colonisée par le Scirpe d'Amérique et forme ainsi le marais intertidal. Un talus de plusieurs mètres sépare le schorre de la plaine quoique aujourd'hui, ce talus soit difficile à distinguer en bien des endroits en raison de son utilisation pour l'agriculture et la construction de la voie ferrée. La plaine s'insère entre l'estran et le plateau laurentien. La plaine, qui repose sur un substrat de shale d'Utica, est structurée en quatre terrasses façonnées par le retrait en phases successives de la mer de Goldthwait. Les dépôts de sédiments laissés par la mer ont rendu les terres très fertiles pour l'agriculture. Le plateau laurentien avec l'escarpement qu'il engendre constitue un trait marquant du paysage de la réserve. Certaines falaises ont un dénivelé vertical de presque 100 mètres et le point le plus haut de la réserve s'élève à 571 mètres d'altitude. La zone de contact est constituée par un amalgame des éléments de la plaine et du plateau. L'érosion (érosion fluviale, éboulis) entraîne vers le bas du versant pierres, sédiments et minéraux caractéristiques du plateau qui s'amoncellent avec les sédiments et la roche sédimentaire propres à la plaine.

## Hydrologie
Les éléments hydrologiques tiennent un rôle de première importance dans la réserve de cap Tourmente. À ce titre, l'estuaire du Saint-Laurent figure en tête de liste : ce sont sur les battures que croissent les Scirpes d'Amérique dont dépend l'Oie des neiges et pour laquelle la réserve fut constituée. En plus du marais côtier, quatre marais d'eau douce ont été aménagés avec le concours de Canards Illimités : Le marais de la Grande-Ferme, le marais des Graves, le marais de la Petite-Ferme et le marais du Cap. Ces milieux humides ont une superficie de plus de 107 hectares,. Plusieurs cours d'eau descendent du plateau, parcourent la forêt et les anciens champs avant de se déverser dans l'estuaire : le ruisseau du Petit-Sault, le ruisseau de la Friponne, le ruisseau de la Grande-Rigole, le ruisseau Meunier, le ruisseau Rouge et la rivière Marsolet. Le ruisseau Blondelle longe la frontière ouest de la réserve.

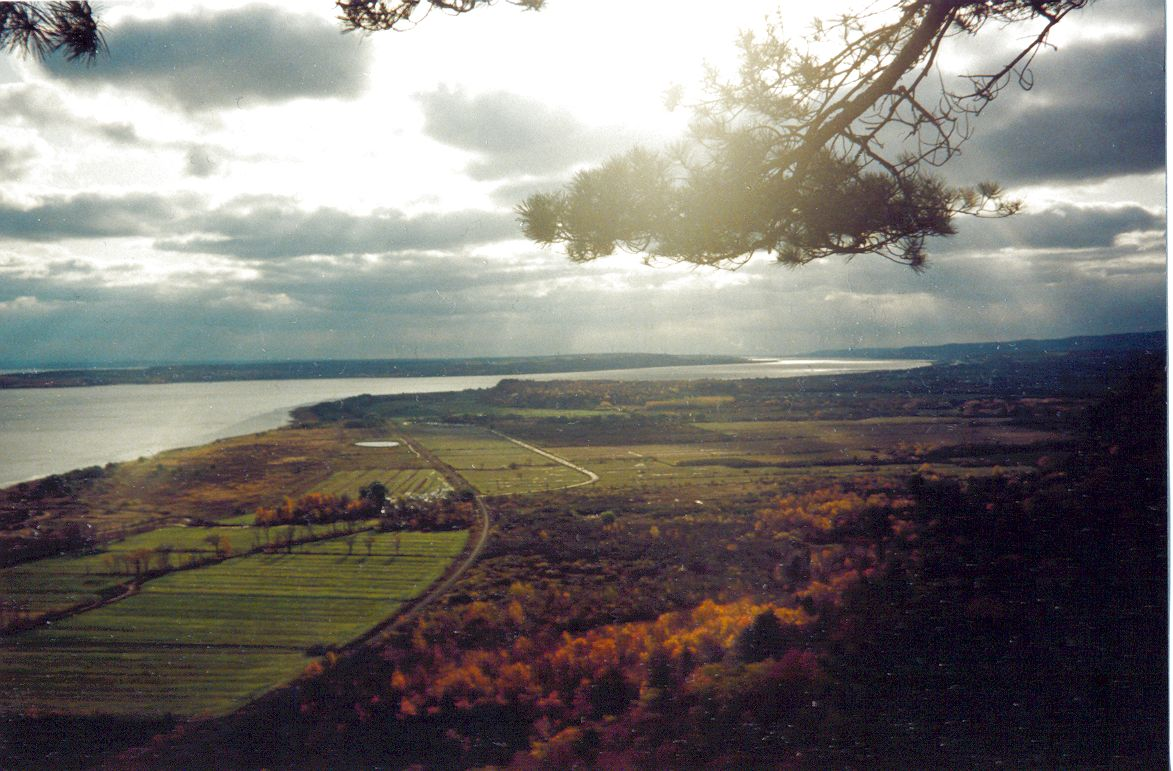
Vue de la réserve, de la route d'accès et du fleuve Saint-Laurent depuis le belvédère de la Falaise
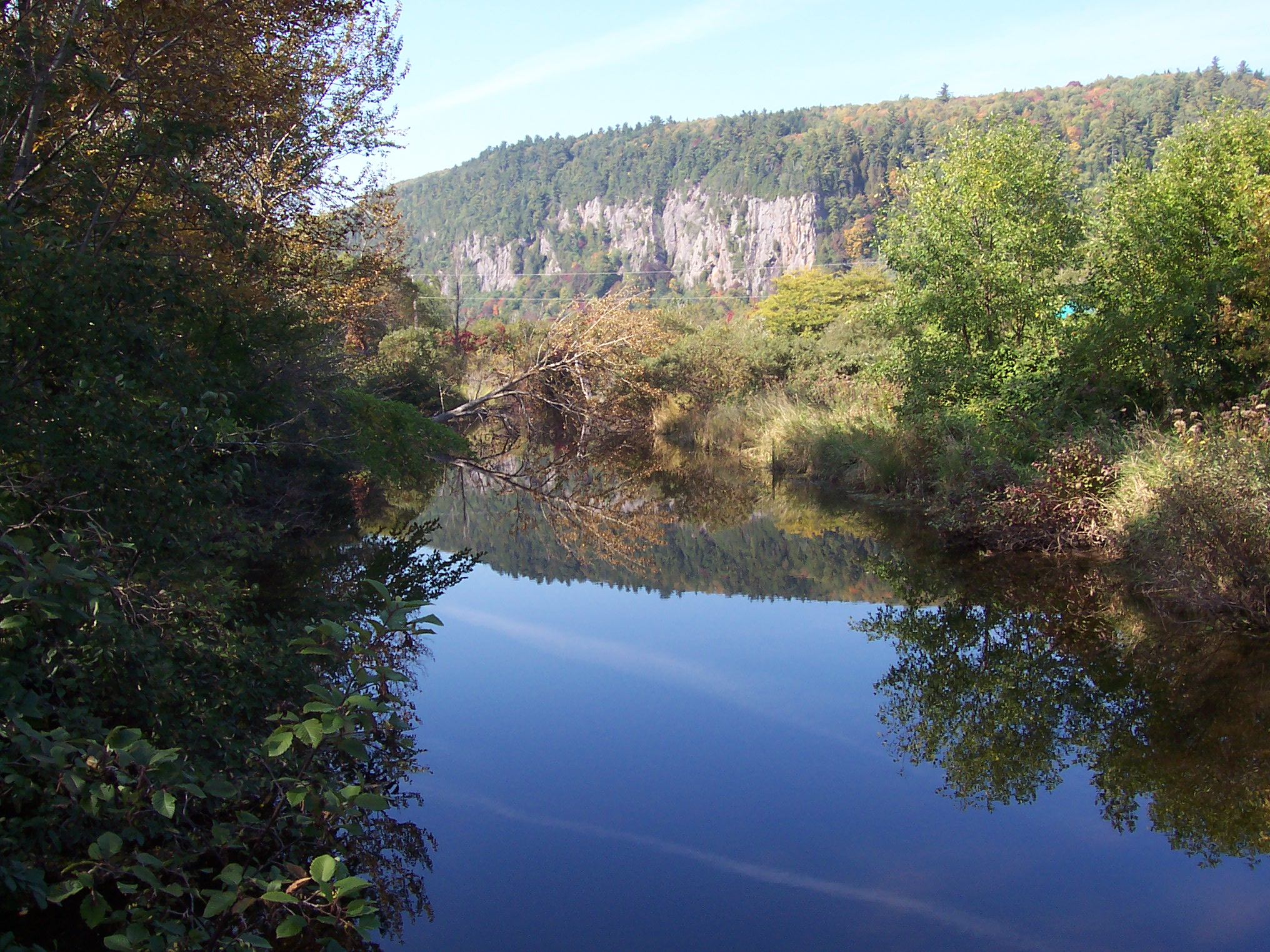
Le ruisseau de la Friponne près du Centre d'interprétation
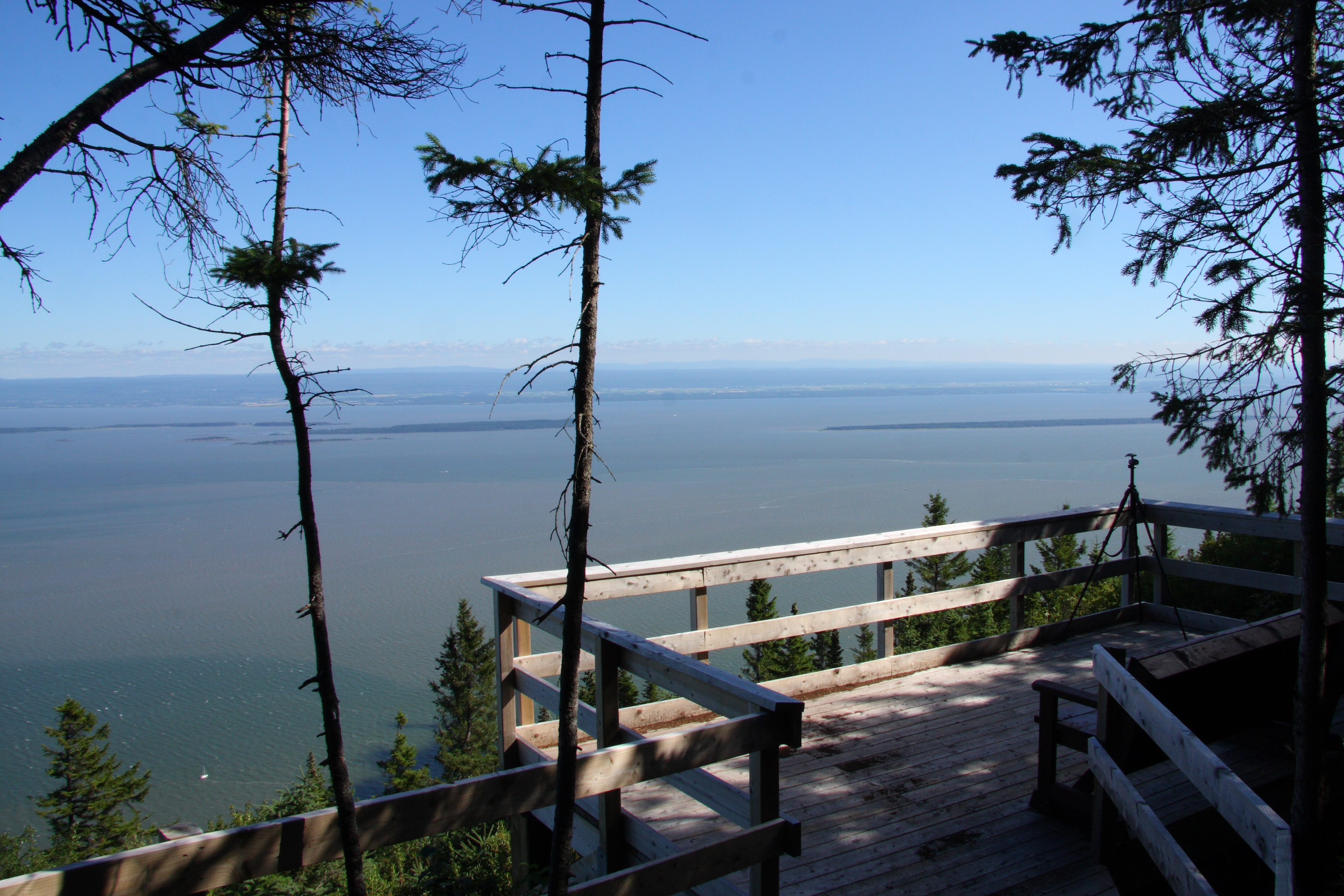
Le belvédère de la Cime
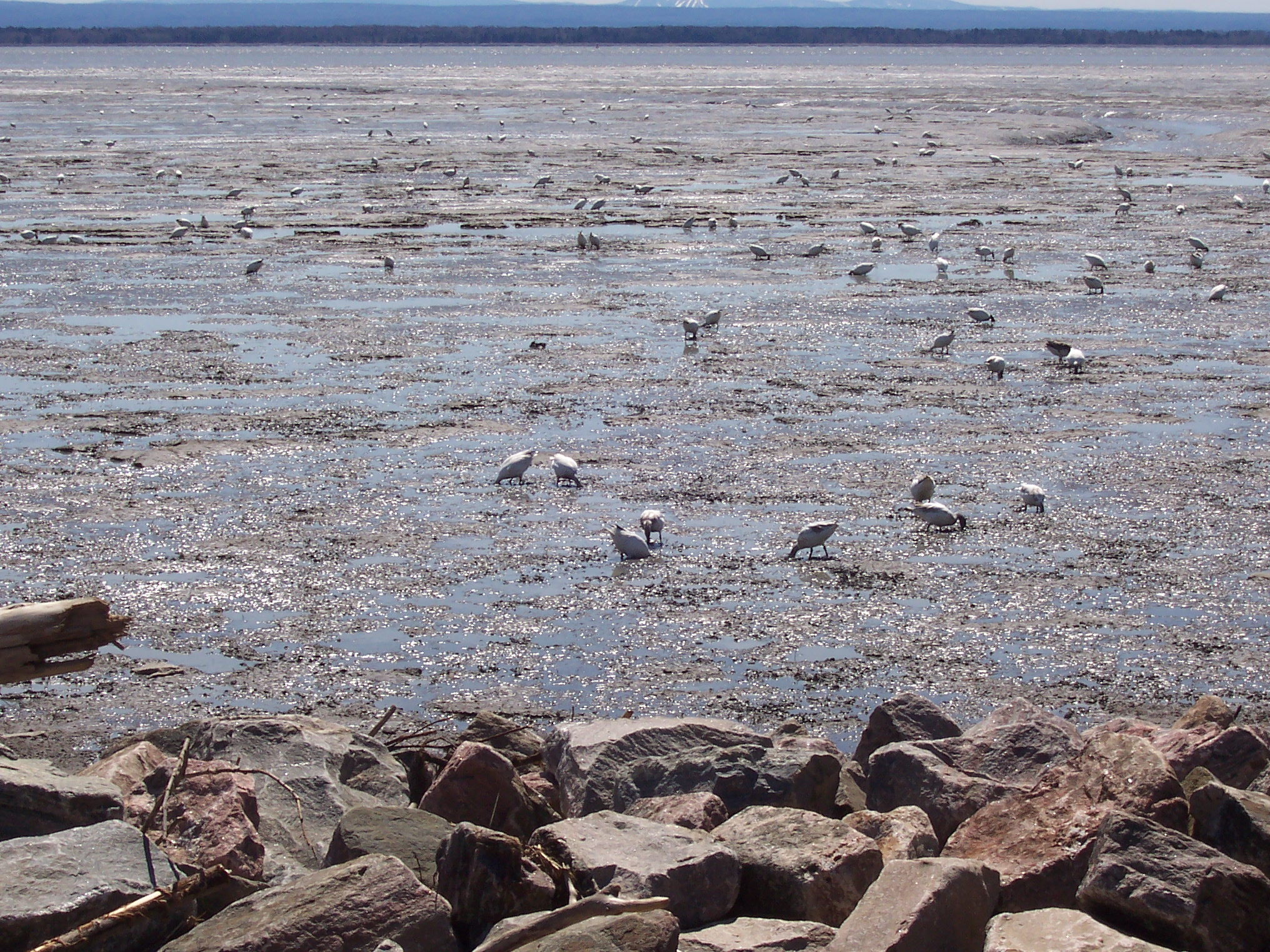
Oies blanches au printemps
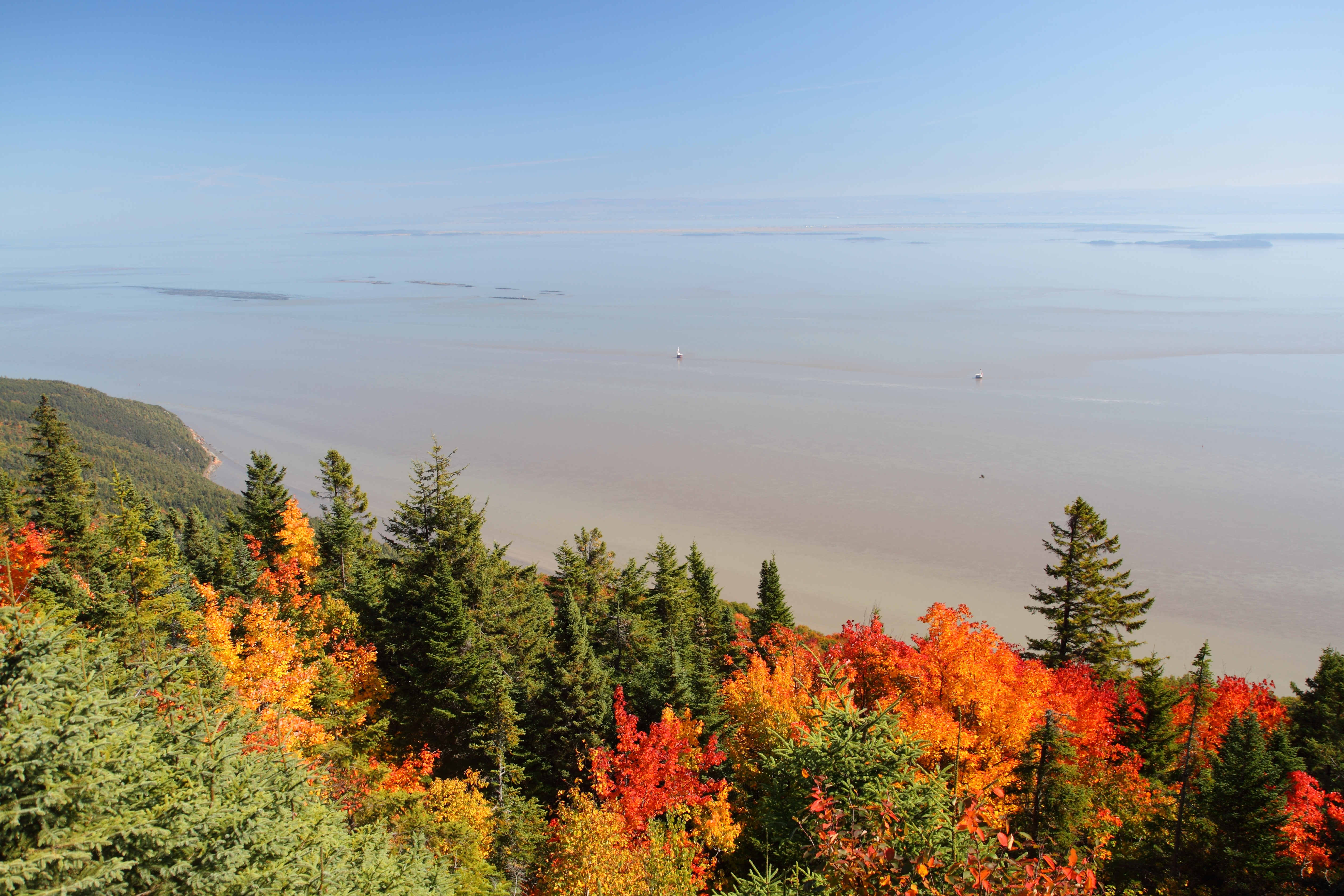
Vue à partir du belvédère de la Cime

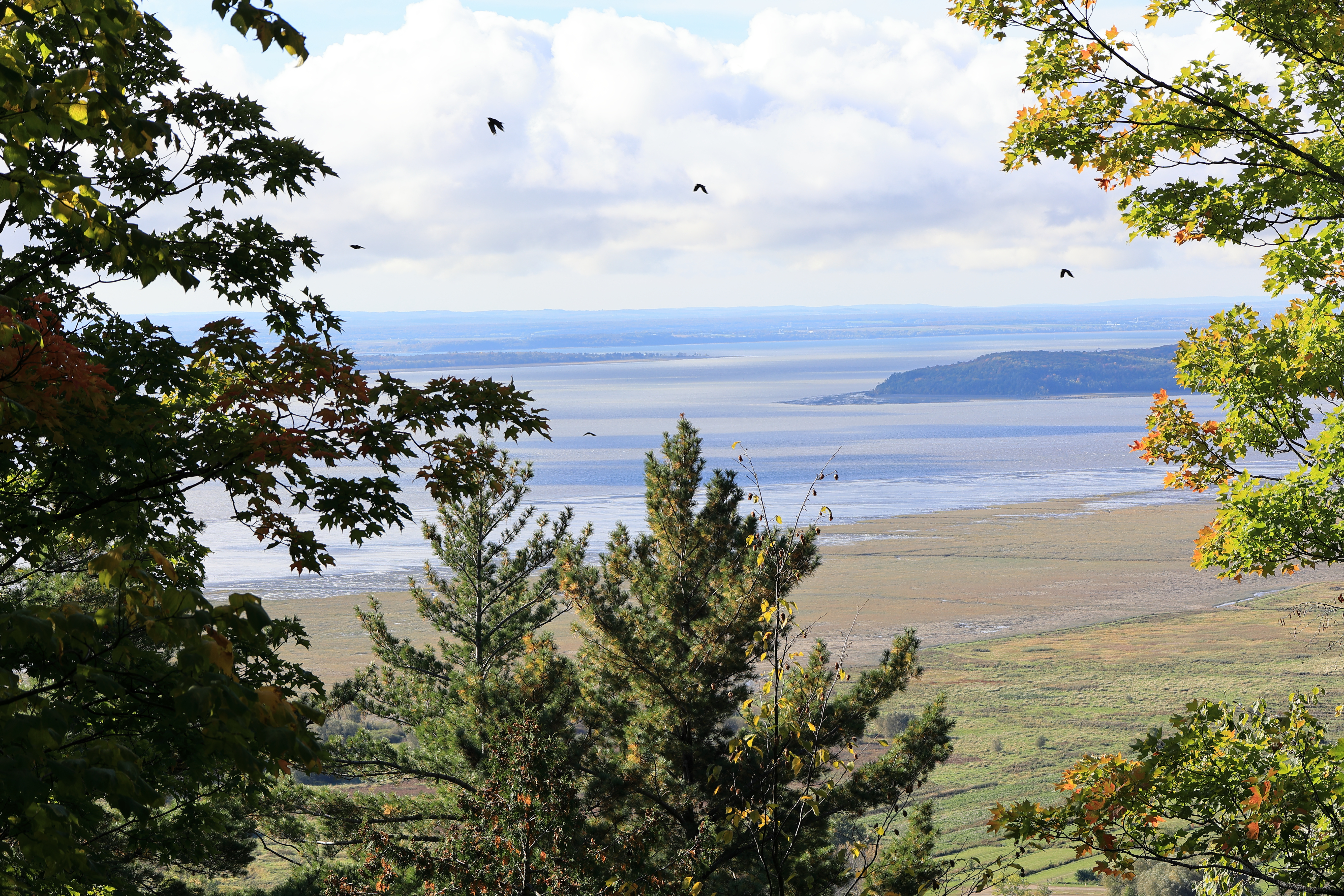
L'estuaire et la pointe est de l'île d'Orléans vus à partir du sentier « Les Chutes »
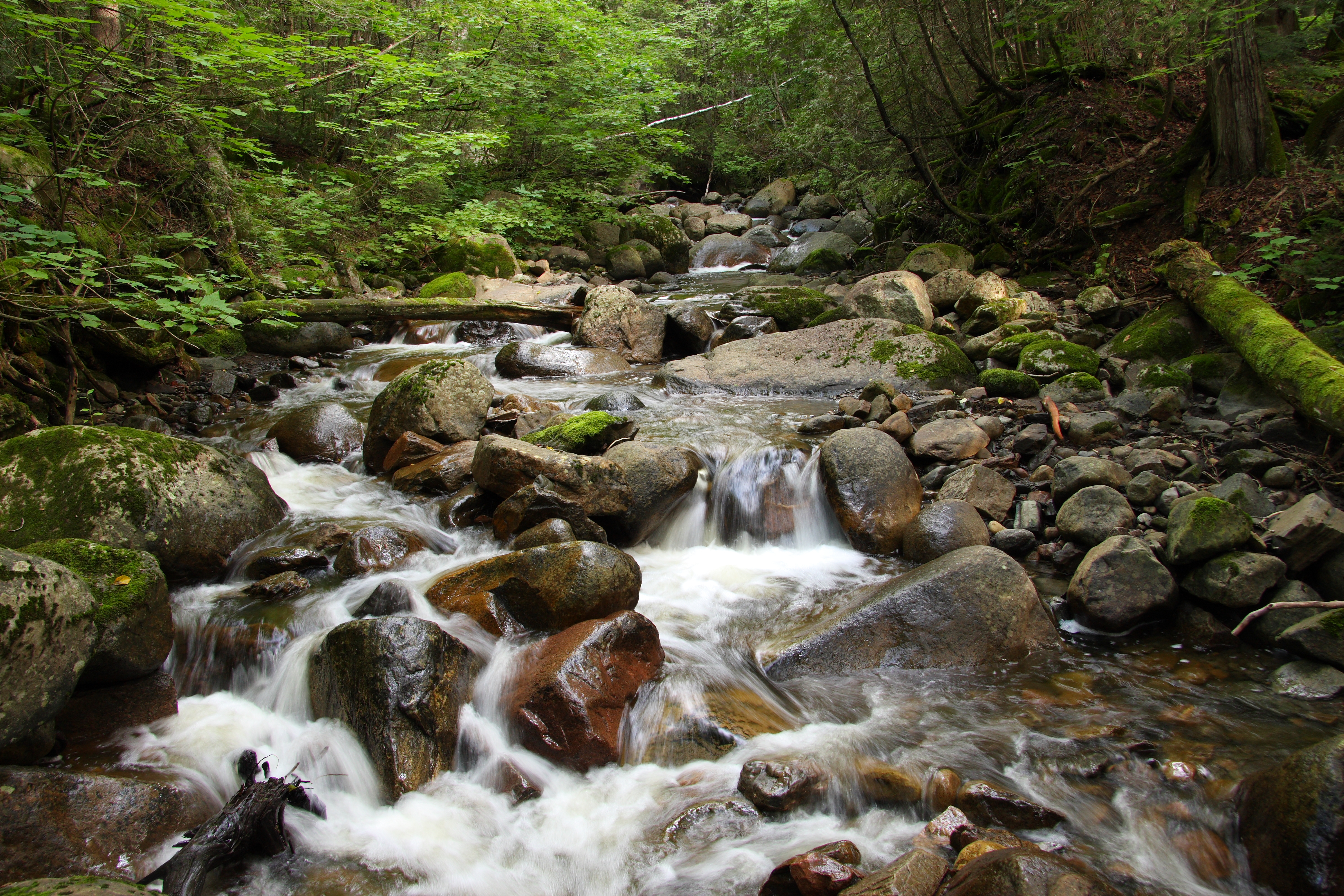
Le ruisseau de la Friponne au sentier la Cédrière
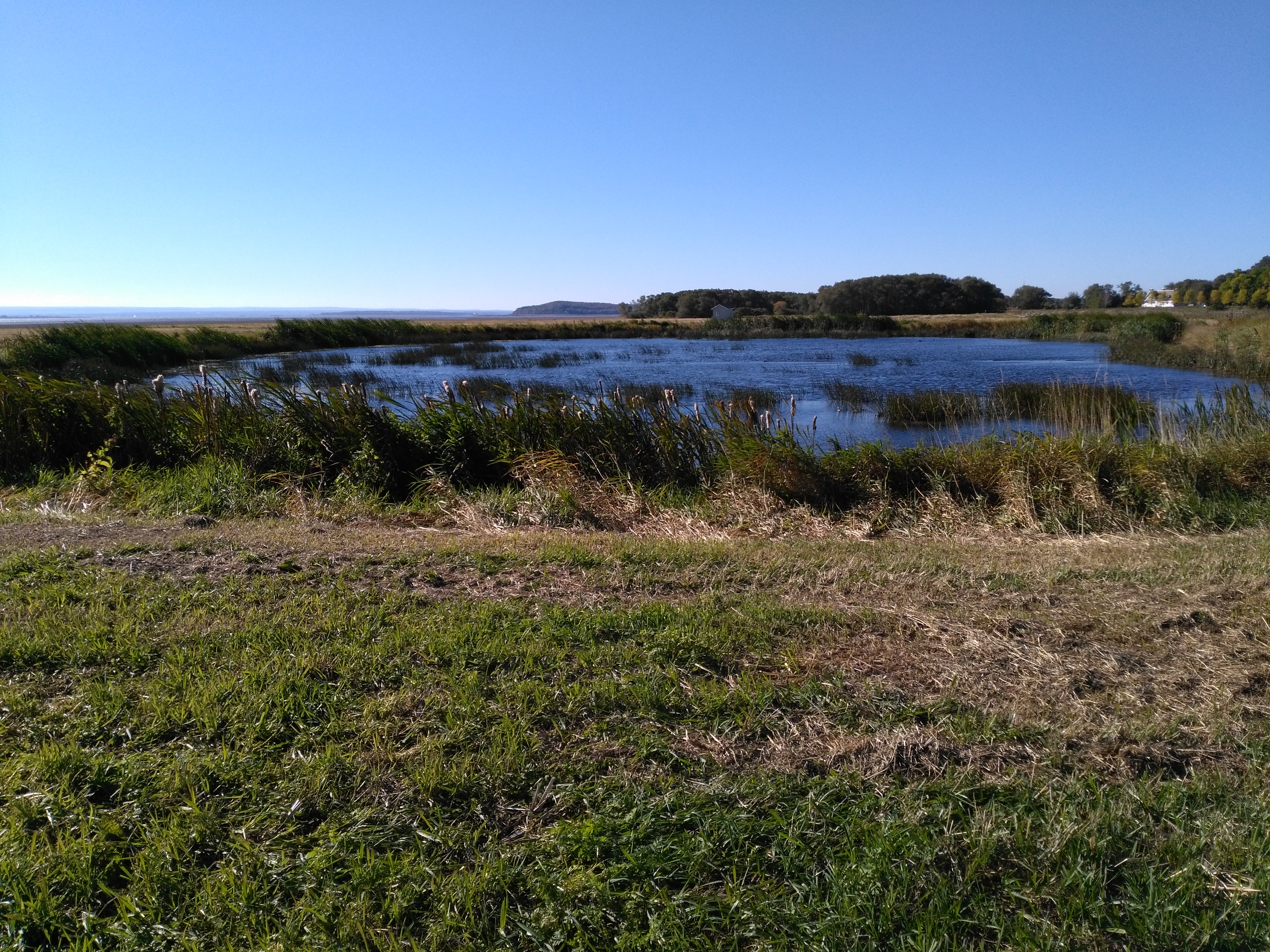
Le bassin de filtration
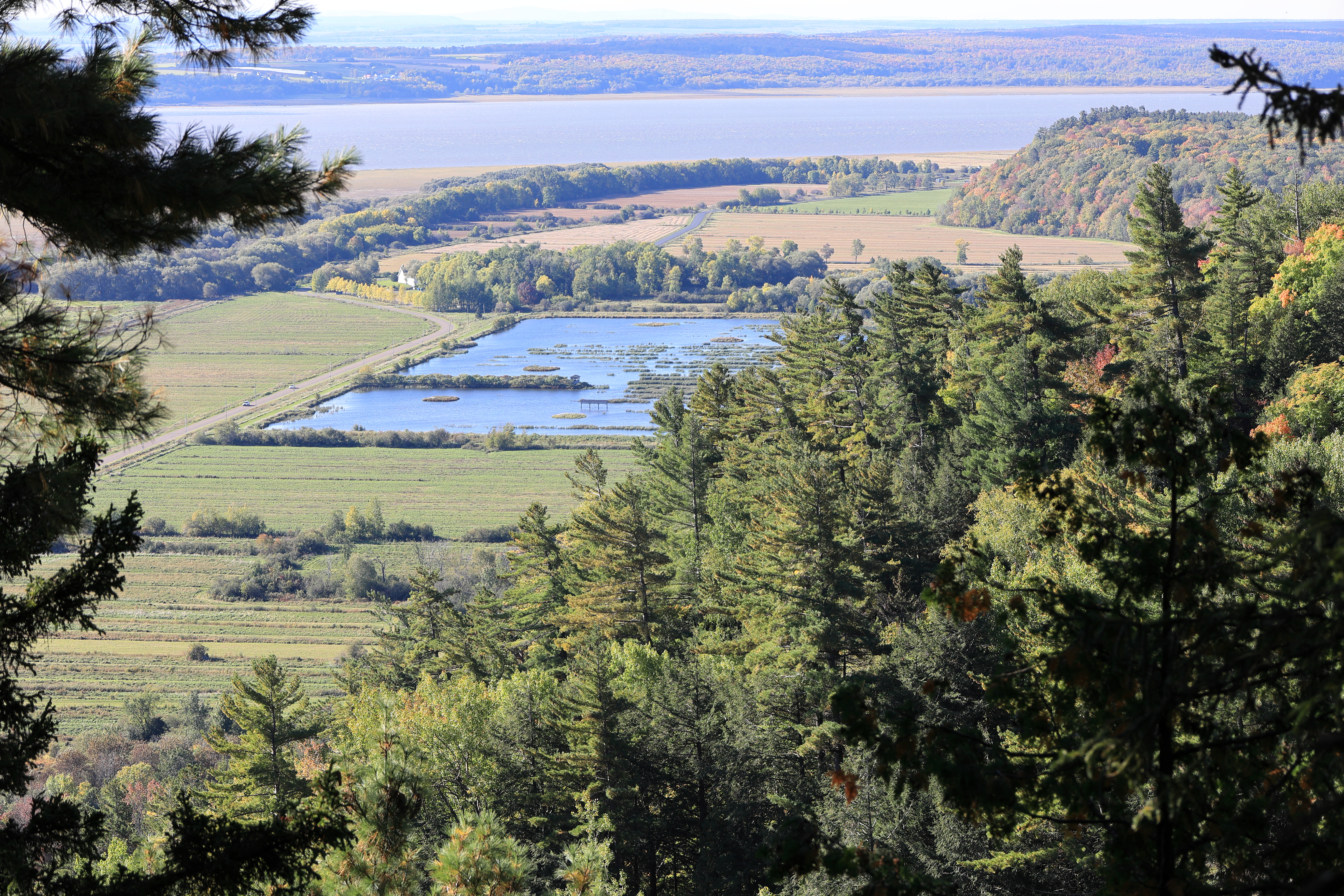
Le marais de la Petite-Ferme vue à partir du sentier « Les Chutes »
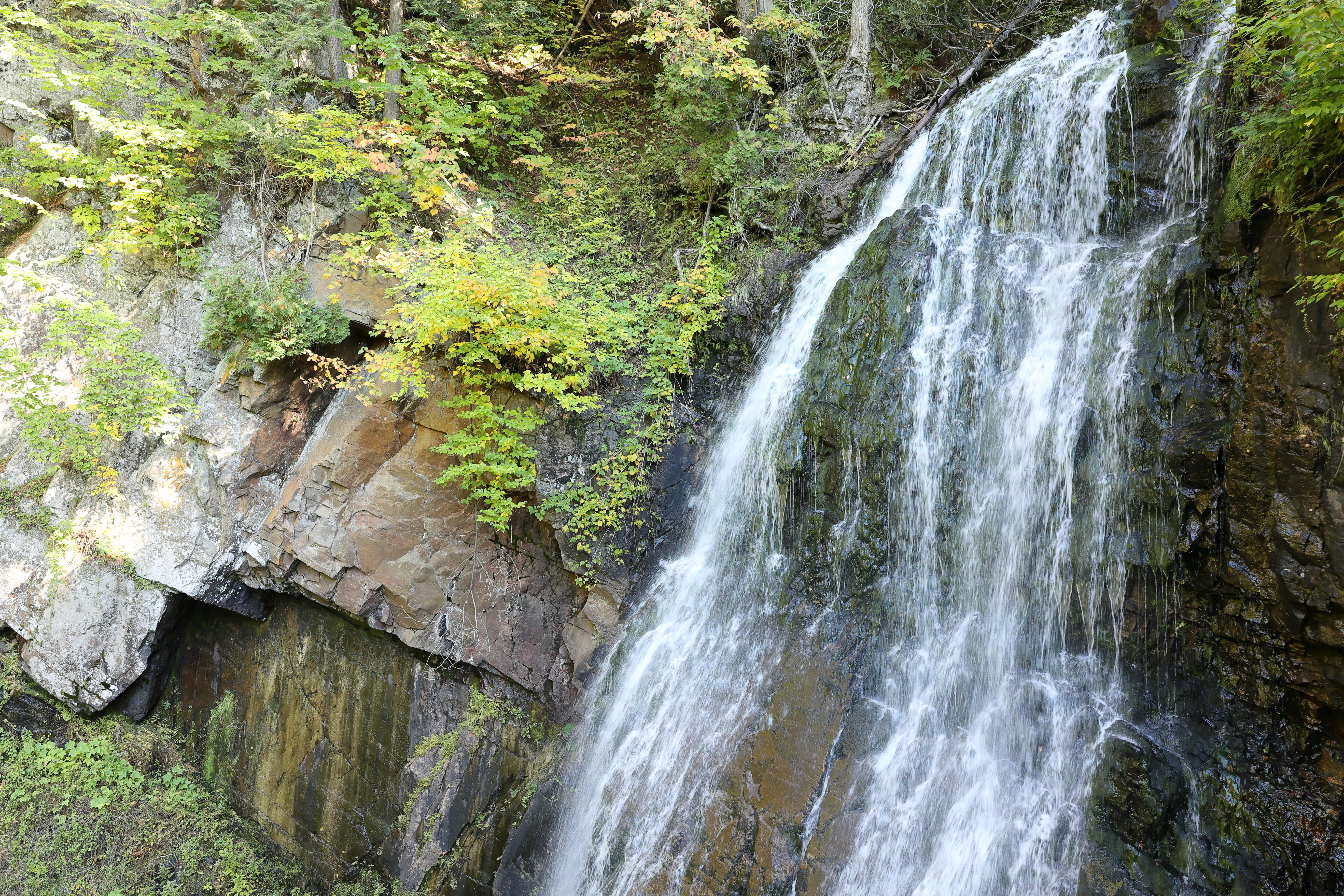
Chute de la Friponne

## Flore et faune

### Flore
La réserve abrite une grande diversité d'écosystèmes contribuant à maintenir une biodiversité importante. On retrouve sur le site environ 700 espèces végétales et 22 types forestiers distincts. Les zones agricoles et les friches occupent environ 80 % des basses terres de la réserve. La zone laurentienne et l'escarpement de la réserve sont entièrement couverts de forêts.
La zone intertidale compte des populations importantes de Scirpes d'Amérique, de Zizanies aquatiques et de Sagittaires latifoliées. Aussi, la présence de Myriques baumiers, communément appelé Bois-sent-bon, donne son nom à l'un des sentiers de randonnée de la réserve. Le marais côtier compte enfin du Solidage du Canada, de la Salicaire, de la Vesce jargeau, du Prêle littorale (Equisetum × litorale) et de l'Impatiente du Cap. Le Carex paléacé (Carex paleacea) et le Carex dressé (Carex recta), espèces halophiles, croissent dans les eaux saumâtres. Les rives des étangs aménagés sont peuplés de quenouilles. Une grande partie de la plaine est cultivée et les abords des champs sont colonisés par les Saules, les Cerisiers et l'Aulnes rugueux (A. i. rugosa).
La réserve se trouve à la rencontre de deux écorégions terrestres. Les forêts des basses-terres de l'Est des Grands Lacs occupent la rive nord du Fleuve Saint-Laurent et la limite nord-est des forêts transitionnelles de l'Est, couvrant les basses terres du fleuve, se termine au Cap-Tourmente environ. Sur le plateau, les sommets sont dominés par l'Épinette noire, le Sapin baumier, l'Épinette rouge, le Pin gris et le Bouleau jaune. À plus basse altitude et dans la plaine, les feuillus tels l'Érable à sucre, les bouleaux, les peupliers, les frênes, le Chêne rouge, le Hêtre à grandes feuilles et l'Orme d'Amérique sont dominants. L'écoulement d'eau dans l'escarpement et l'accumulation d'eau à son pied favorise aussi l'établissement de prucherais et de cédrières importantes.
Avant l'acquisition du territoire par le Service canadien de la faune, la forêt fut exploitée intensivement par l'entreprise privée. On estime que les peuplements ont été l'objet d'une coupe au moins une fois. Exploitée d'abord pour le bois de construction, la forêt fut ensuite coupée pour la production de pâte à papier (sapin et épinette). L'acériculture fut également une source de revenus pour les propriétaires de l'époque. On estime que la dimension de l'érablière qu'on trouve sur la réserve aurait permis jusqu'à 6000 entailles. Toutefois, étant donné la difficulté d'accès de certains secteurs et la taille modeste de la cabane à sucre présente sur le site, l'exploitation acéricole était probablement plus petite.

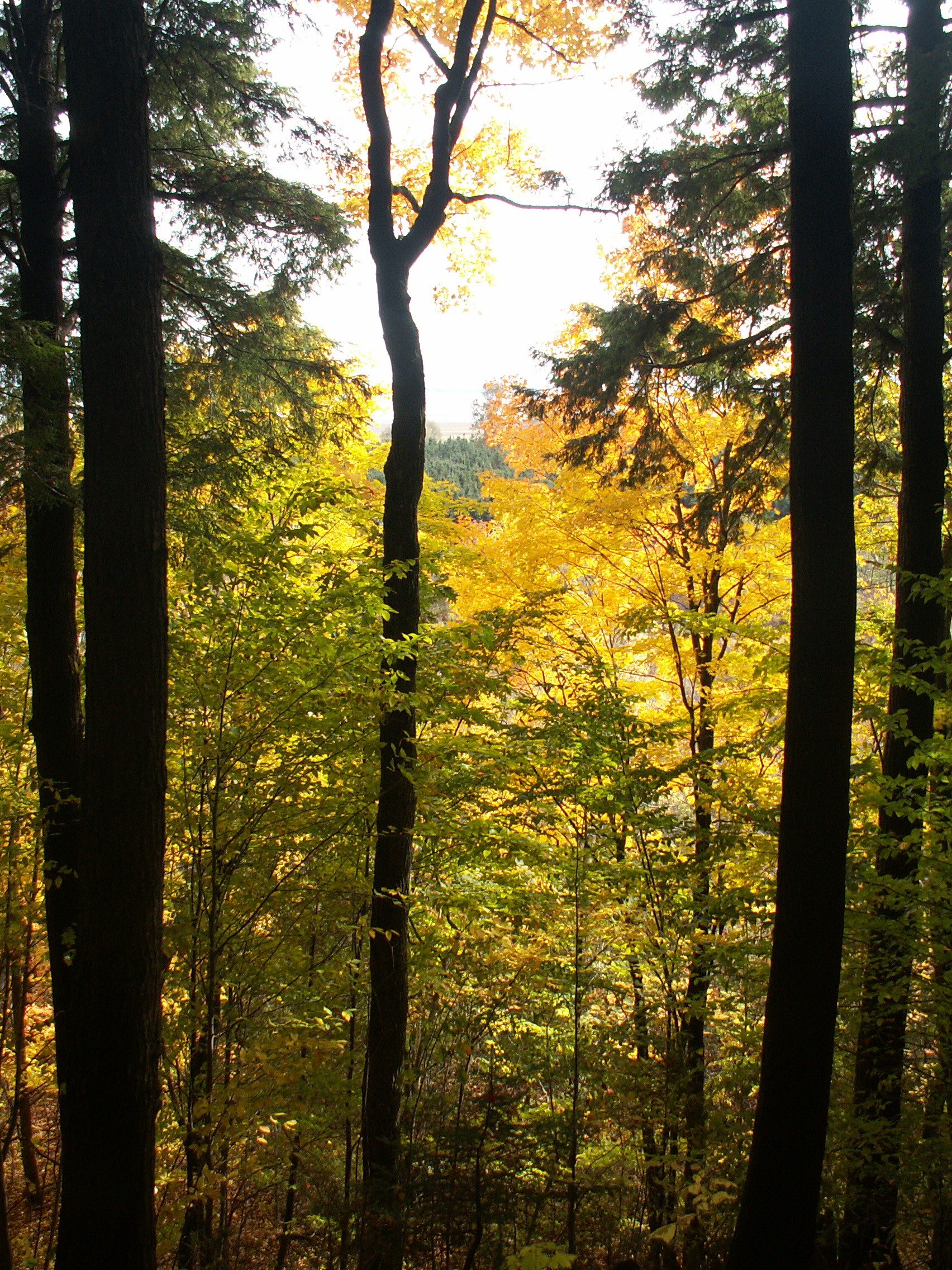
Scène automnale le long du sentier Le Pierrier
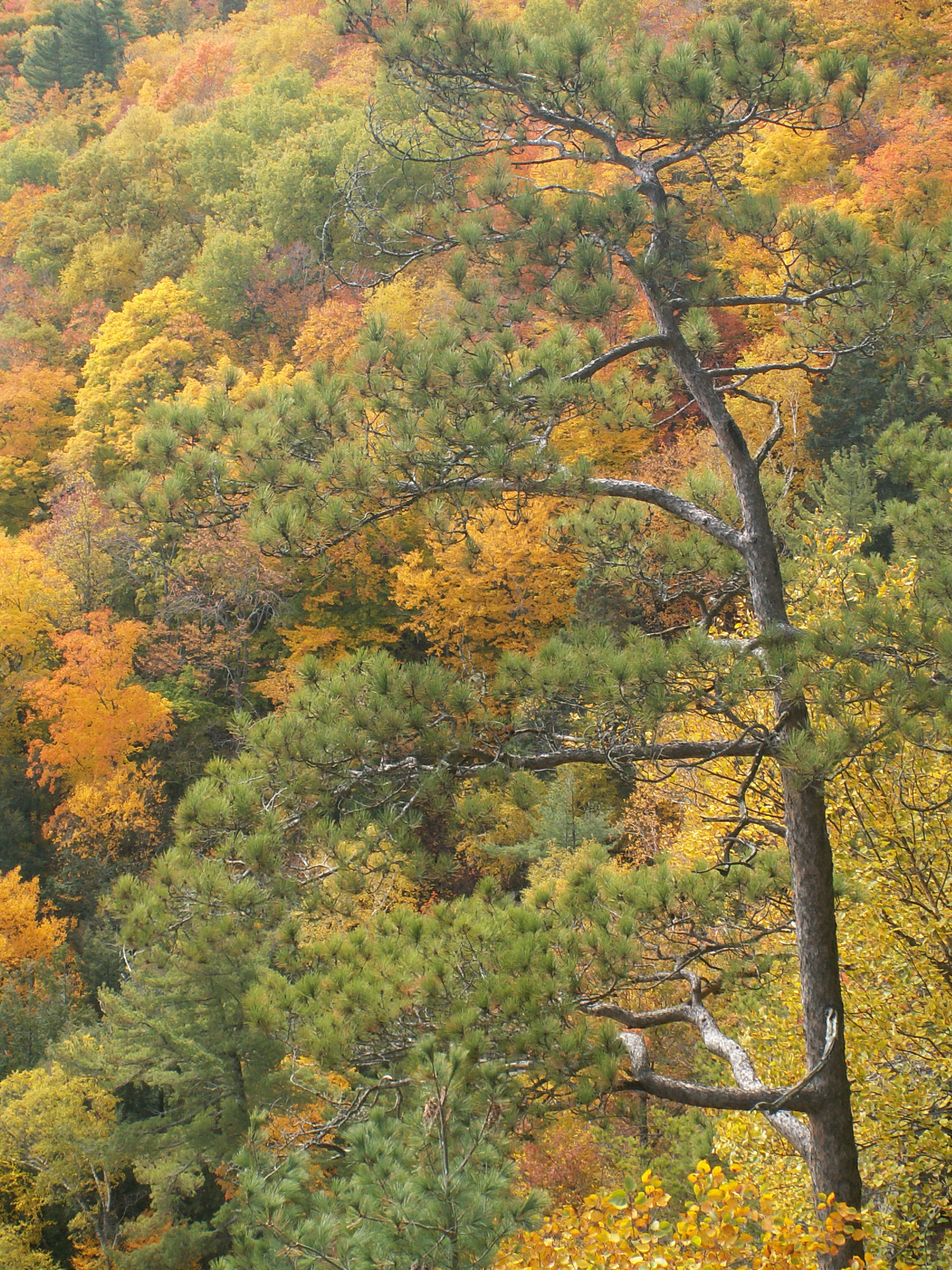
Pin rouge au belvédère de la Falaise
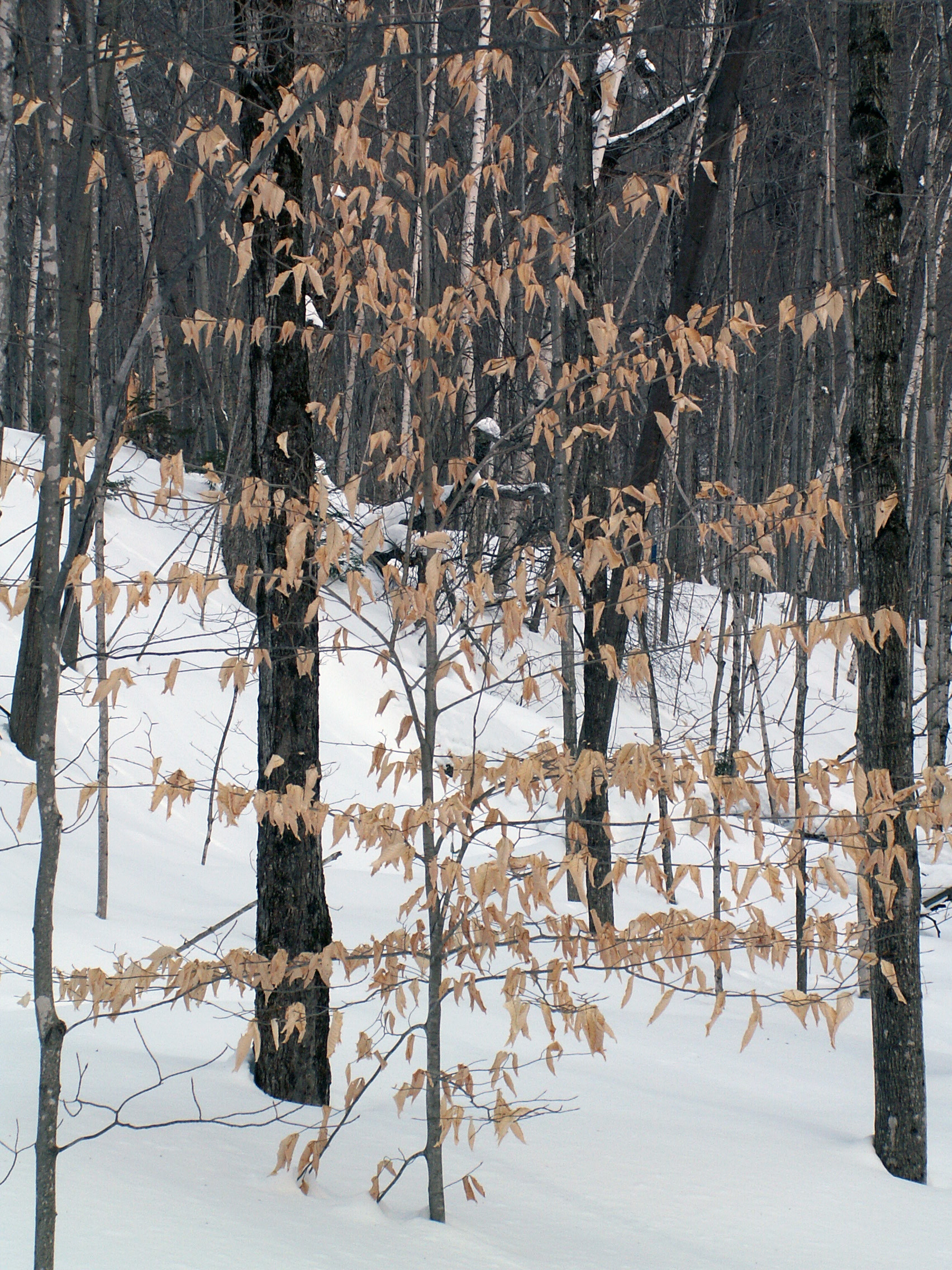
Hêtre à grandes feuilles à l'hiver
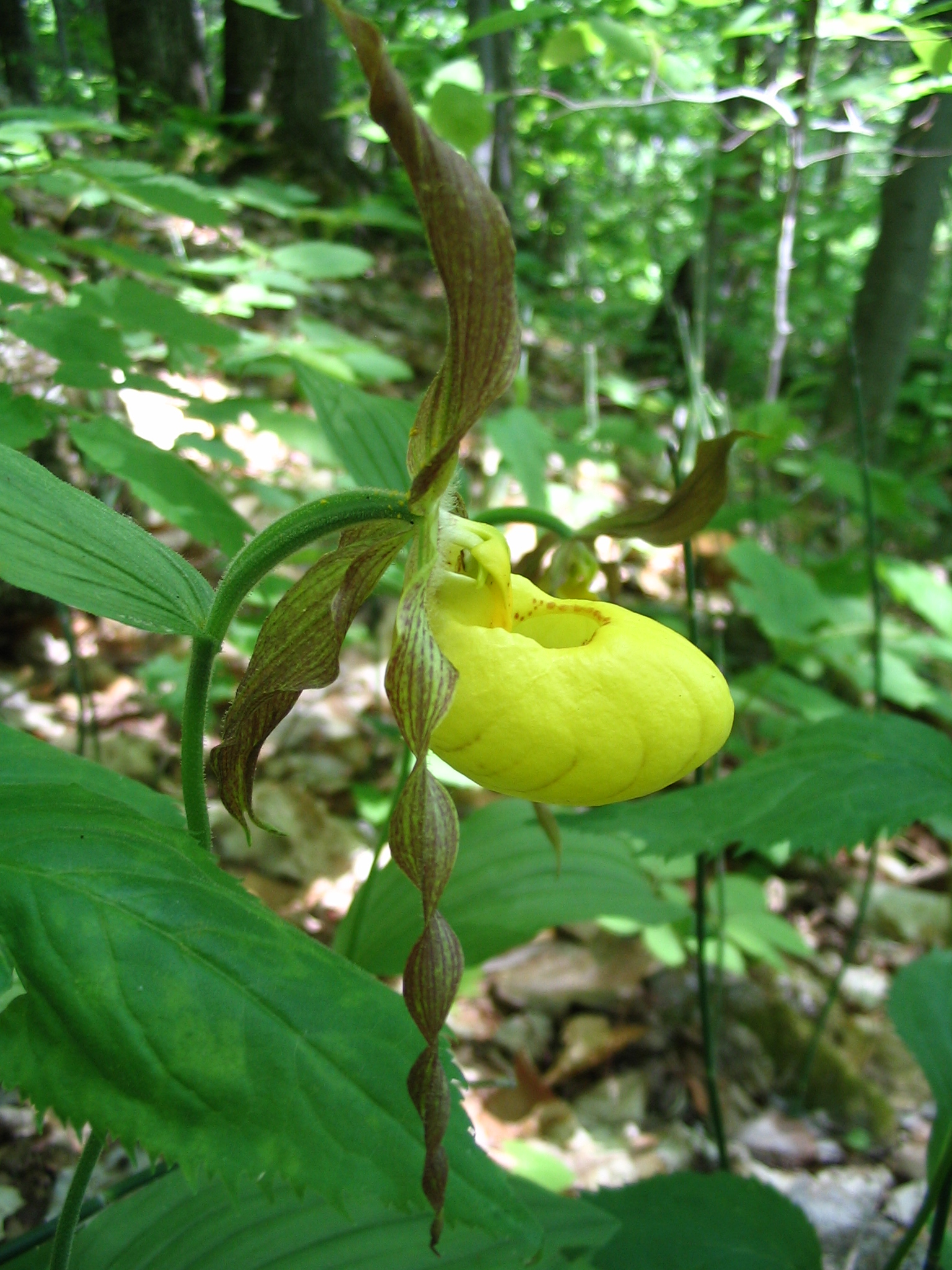
Cypripedium parviflorum

### Faune

#### Mammifères
Plusieurs espèces de mammifères peuvent être rencontrées à la réserve nationale de faune du cap Tourmente, typiques du territoire québécois. Les marécages côtiers abritent des visons et des rats musqués. En forêt, il est possible de rencontrer le Raton laveur, le Tamia rayé, le Renard roux, l'Ours noir, la Marmotte commune, l'Écureuil roux, le Lièvre d'Amérique, le Porc-épic d'Amérique, le Cerf de Virginie et la Belette à longue queue. Bien que plus rare, le Coyote y est aussi parfois croisé. Un nichoir à Chauve-souris a été construit en 2010 près du centre d'interprétation pour favoriser la présence de ce mammifère.

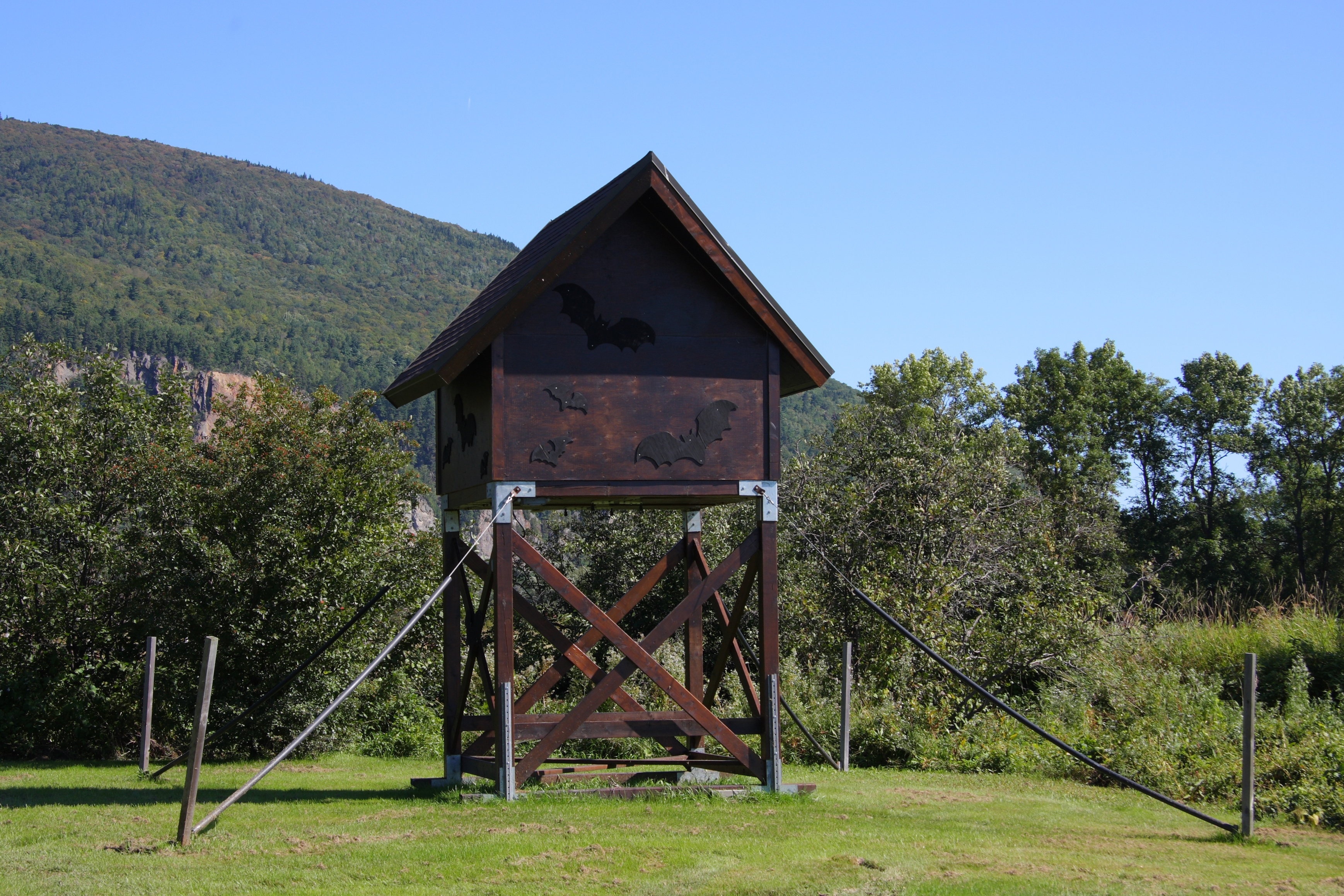
Nichoir à Chauve-souris à côté du centre d'interprétation
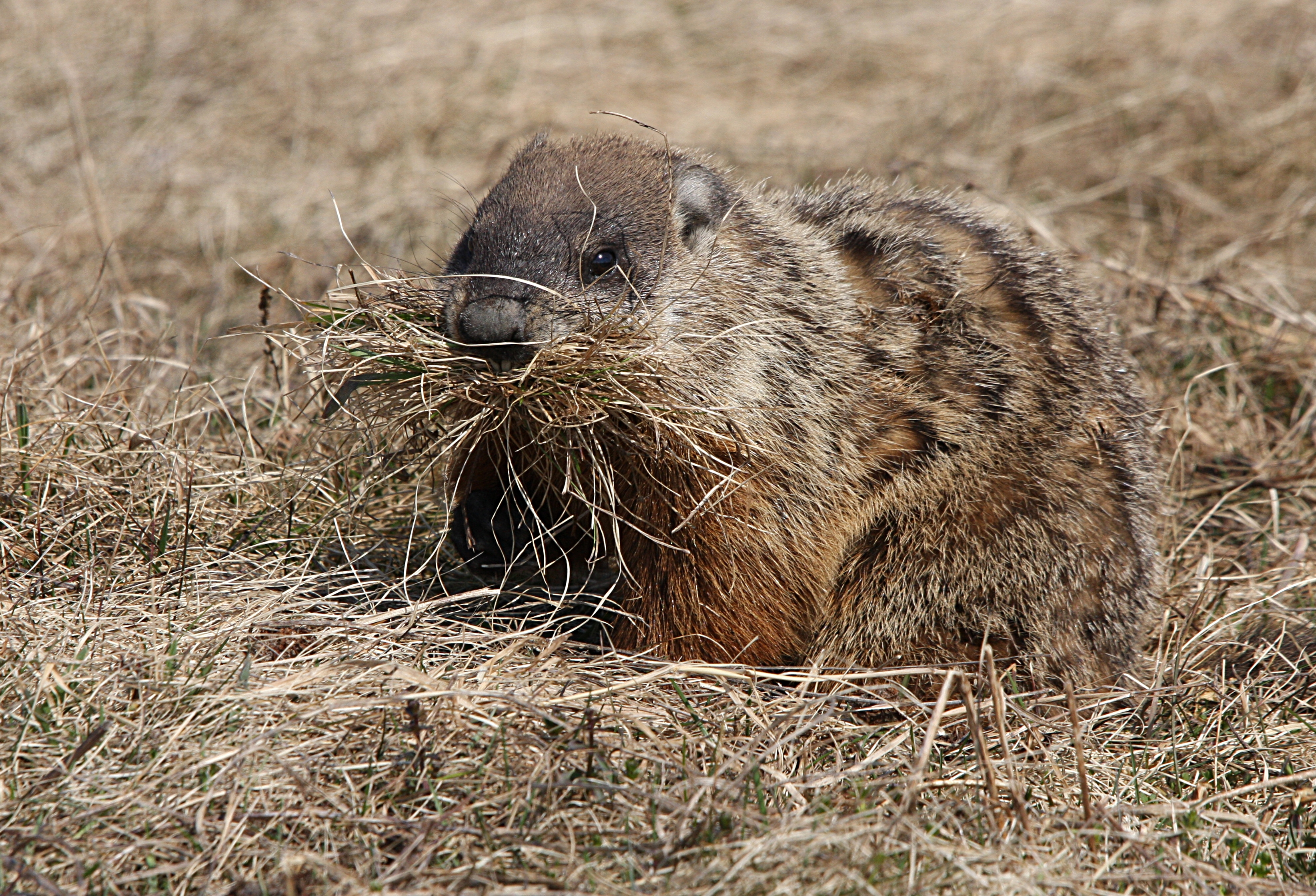
Une Marmotte commune amassant des herbes pour sa tanière
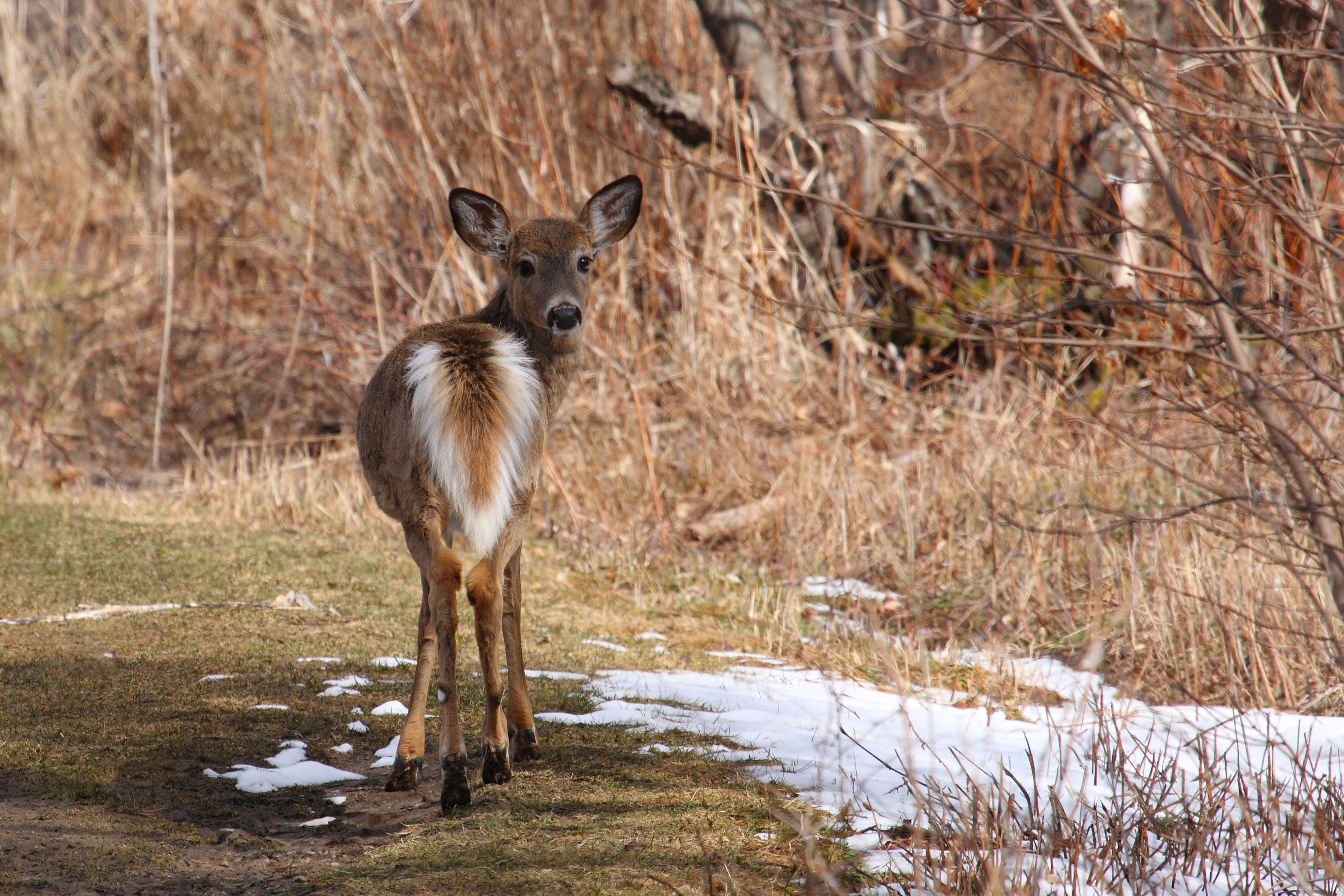
Cerf de Virginie sur le sentier de la Falaise
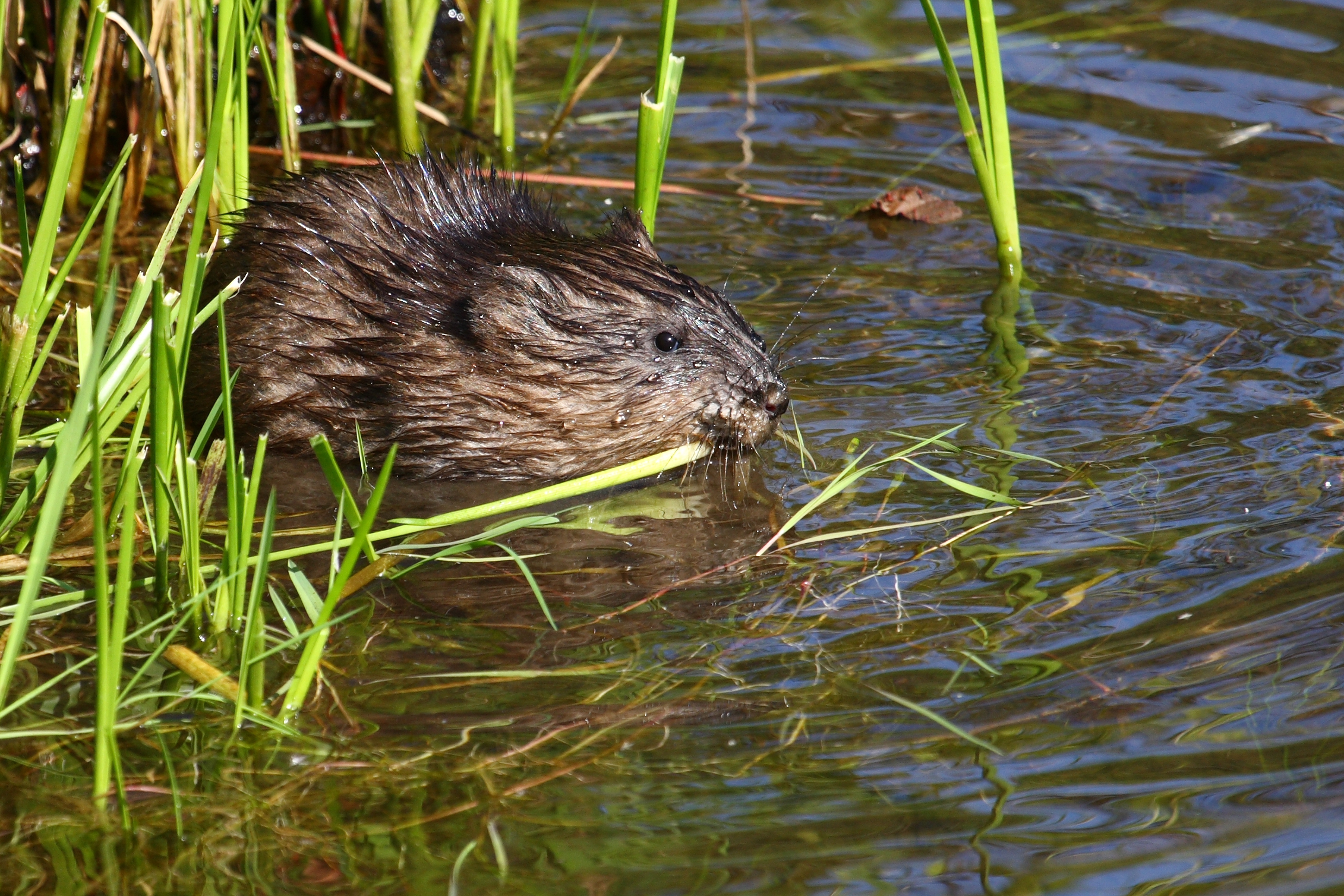
Rat musqué dans le ruisseau de la Friponne
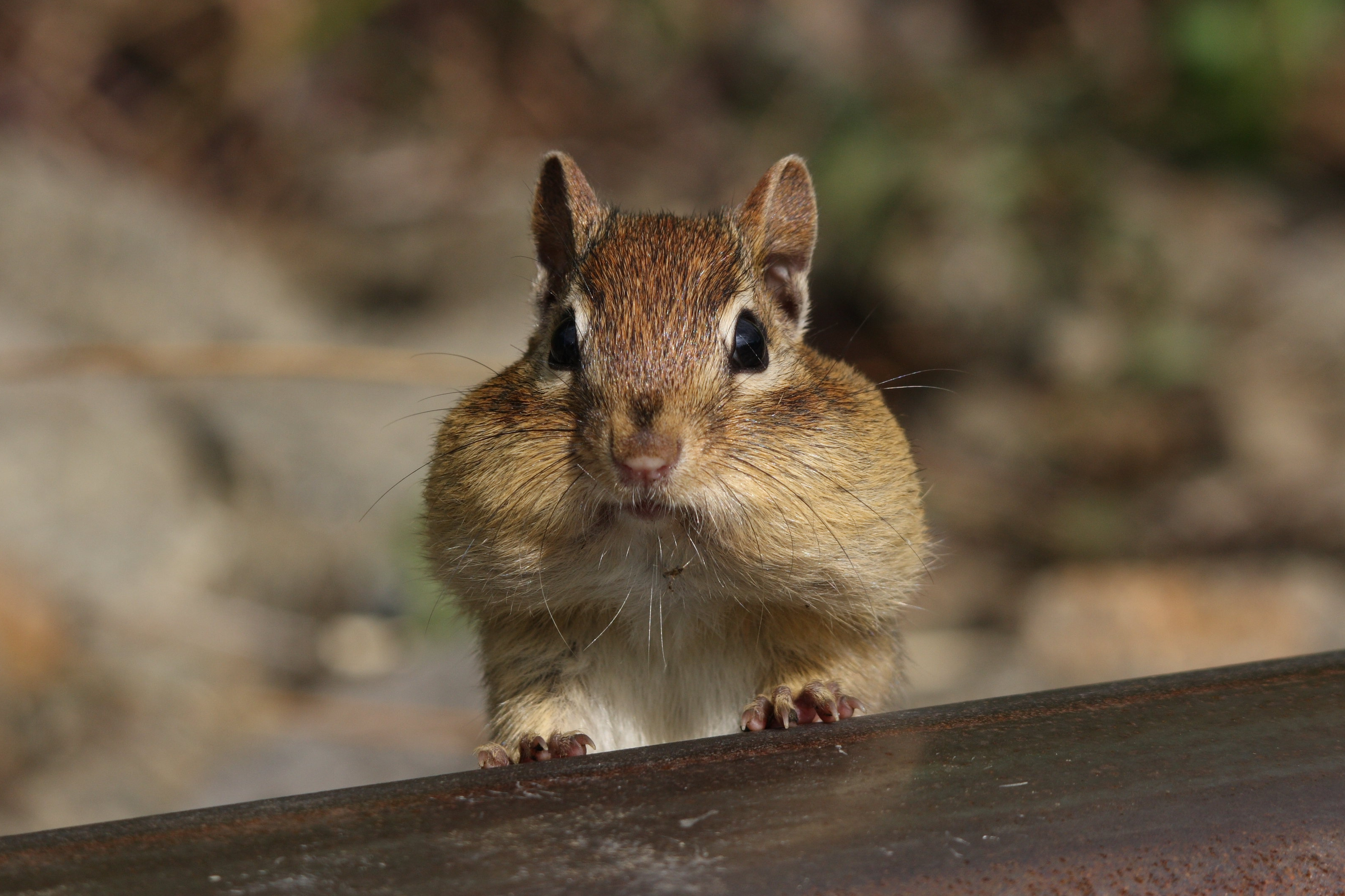
Tamia rayé sur la voie ferrée non loin du centre d'interprétation
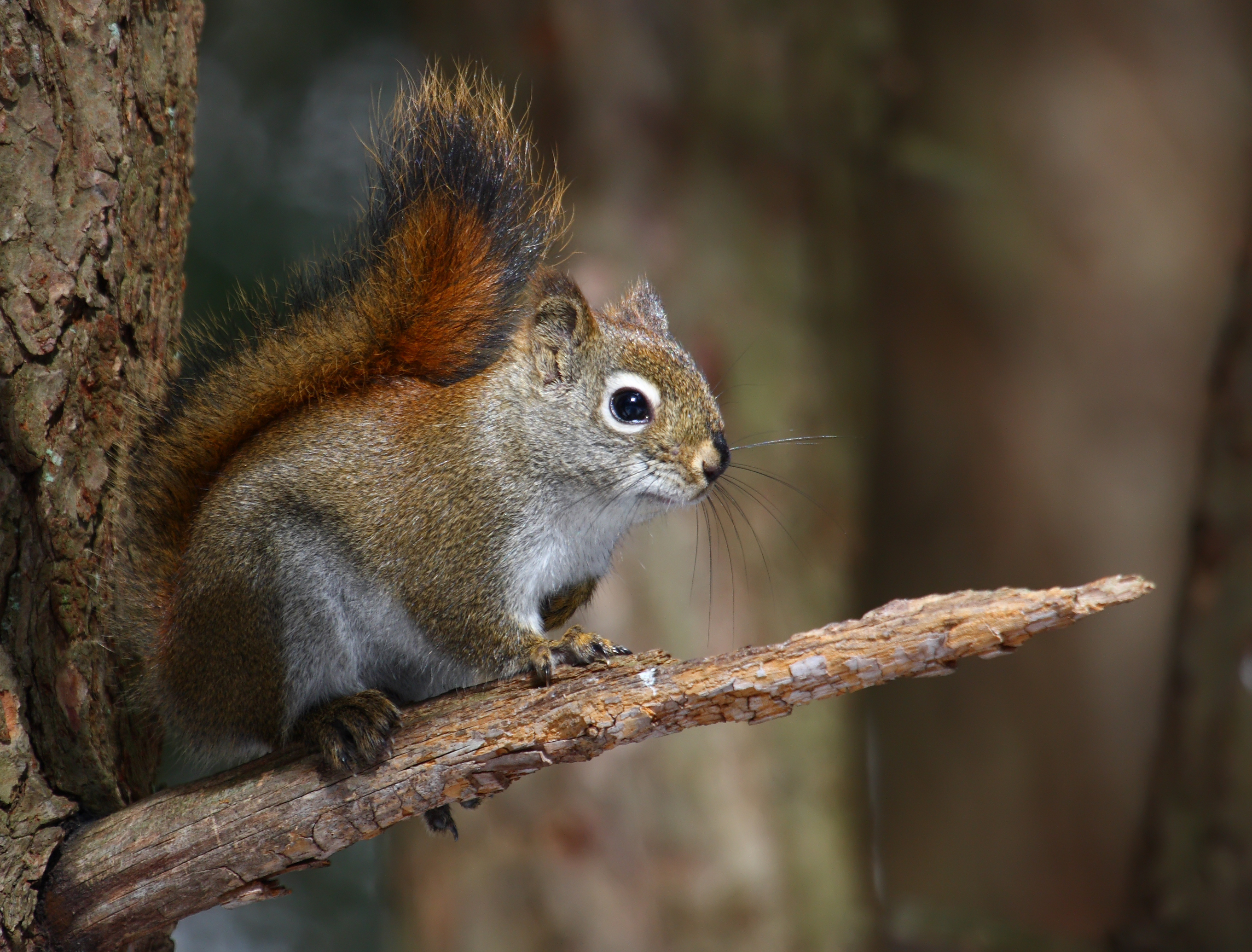
Écureuil roux au sentier de la Prucheraie
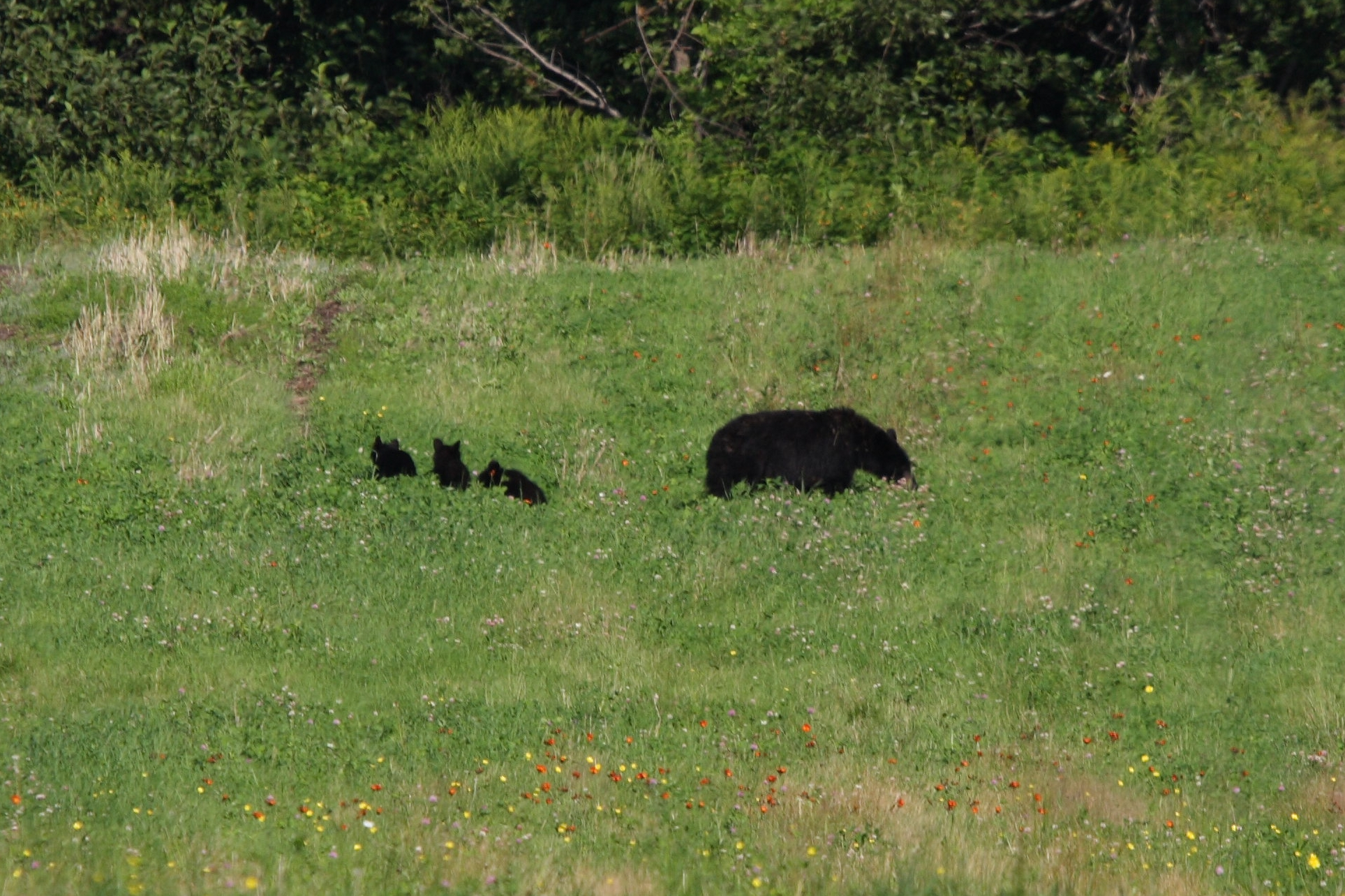
Une ourse avec ses trois oursons

#### Reptiles, amphibiens et poissons
Le seul reptile rencontré avec régularité dans la réserve est la couleuvre rayée. Cependant, les terres humides que l'on y retrouve sont l'habitat de plusieurs amphibiens comme la rainette crucifère, la grenouille des bois, le crapaud d’Amérique, le ouaouaron, la grenouille verte, la grenouille léopard et la grenouille du Nord. Les boisés humides environnants abritent aussi des salamandres comme la salamandre à points bleus et la salamandre rayée.
Les petits ruisseaux des plaines sont fréquentés par l'omble de fontaine et l'épinoche, qui constitue l'alimentation de base pour de nombreux autres poissons et oiseaux. Perchaudes et meuniers noirs y vivent également.

#### Oiseaux
La réserve est un lieu de prédilection pour l'observation des oiseaux. Les décomptes ornithologiques sur la réserve ont permis de recenser 280 espèces d'oiseaux, dont environ cent espèces nicheuses, ce qui représente une grande richesse biologique pour un territoire relativement restreint et constitue le principal attrait du site. La présence du fleuve, une voie migratoire importante, et la diversité des habitats favorisent la diversité aviaire.

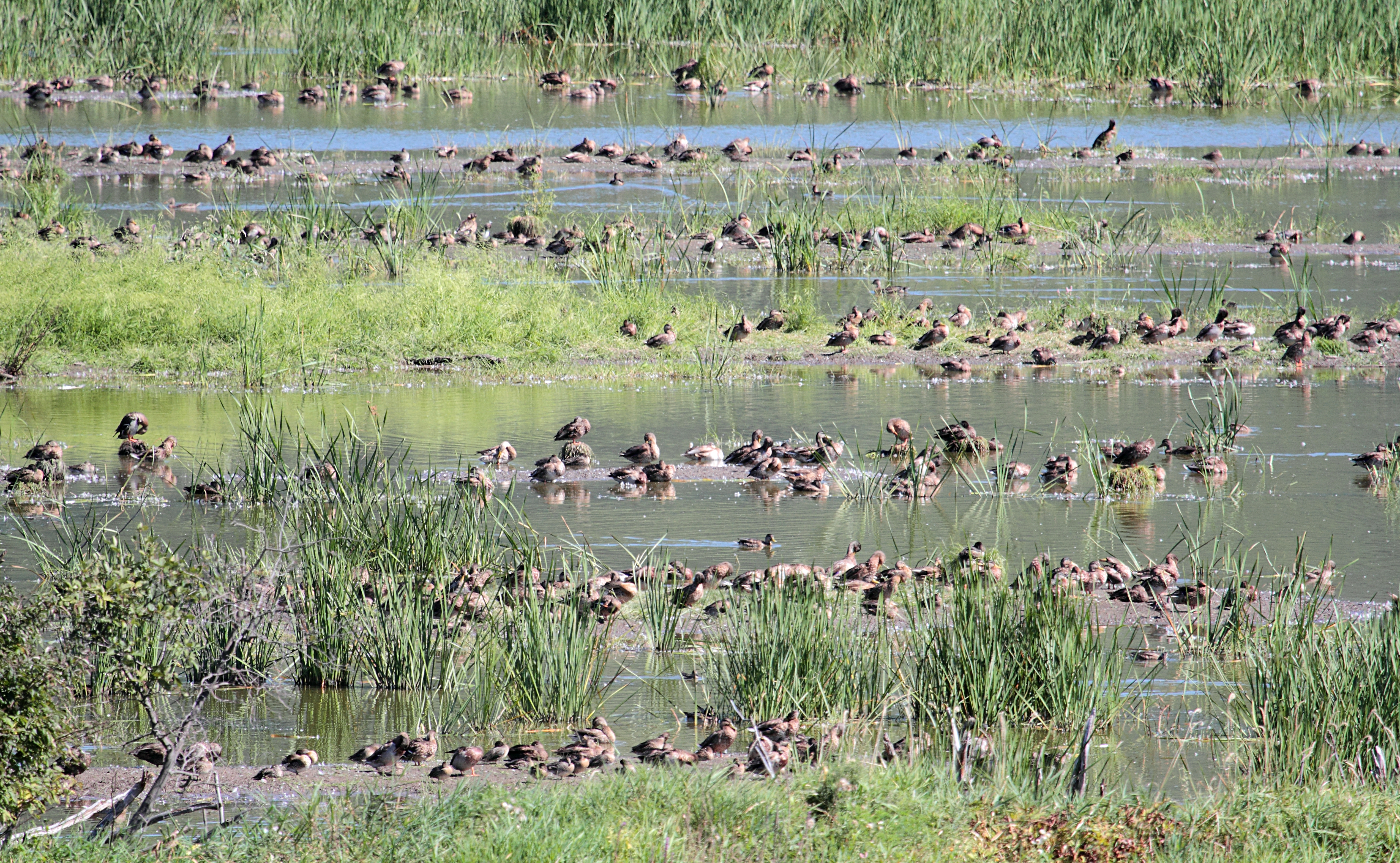
Sauvagine dans le marais de la Petite-Ferme en fin d'été.

Les limicoles (comme le Bécasseau minuscule, le Bécasseau semipalmé, le Petit Chevalier ou le Grand Chevalier) fréquentent la batture et les bordures des marais. La Bécassine des marais s'observe dans les marais et les lieux humides des champs. Dans les marais se rencontrent différentes espèces de canards barboteurs (tels les canards d'Amérique, souchet, branchu, colvert et noir et les sarcelles à ailes bleues et d'hiver), le Grand Héron, le Grèbe à bec bigarré. Dans les marais et sur le fleuve on retrouve les canards plongeurs (comme le Fuligule à collier, le Fuligule milouinan, le Petit Fuligule, le Petit Garrot et le Garrot à œil d'or).
Les roselières abritent, entre autres, le Troglodyte des marais, le Carouge à épaulettes, le Bruant des marais, la Paruline masquée, le Butor d'Amérique et la Marouette de Caroline. Le Bruant des prés, le Goglu des prés et la Sturnelle des prés habitent les milieux champêtres. La présence de plusieurs nichoirs d'oiseaux favorise la présence d'espèces tels l'Hirondelle bicolore, le Merlebleu de l'Est et le Troglodyte familier. Dans les fruticées on observe, notamment, le Moqueur chat, le Moucherolle des aulnes, la Paruline jaune et le Bruant chanteur. Certaines espèces tirent avantage de la présence de structures humaines : le Moucherolle phébi niche pratiquement année après année sur une corniche du centre d'accueil et une colonie d'Hirondelles à front blanc a élu domicile sur les bâtiments de la Petite-ferme. Le Colibri à gorge rubis est susceptible d'être observé n'importe où sur la réserve, mais il bourdonne plus régulièrement autour des abreuvoirs d'eau sucrée installés au centre d'accueil.
De nombreuses espèces nichent dans les habitats forestiers (la Paruline flamboyante, la Paruline couronnée, le Bruant à gorge blanche, le Piranga écarlate, le Cardinal à poitrine rose, pour n'en nommer que quelques-unes) auxquelles s'ajoutent les espèces migratrices à l'automne et au printemps (comme le Bruant à couronne blanche, le Bruant fauve, le Bruant de Lincoln, la Paruline à couronne rousse et la Paruline verdâtre). Plusieurs espèces frugivores, comme le Merle d'Amérique et les jaseurs, sont attirées par la présence de nombreux arbres et arbustes fruitiers (Cerisier de Virginie, aubépines).
Plusieurs espèces rares ont déjà été rencontrées au cap Tourmente, dont le Bruant de Nelson, la Pie-grièche migratrice, l'Effraie des clochers et le Petit Blongios.

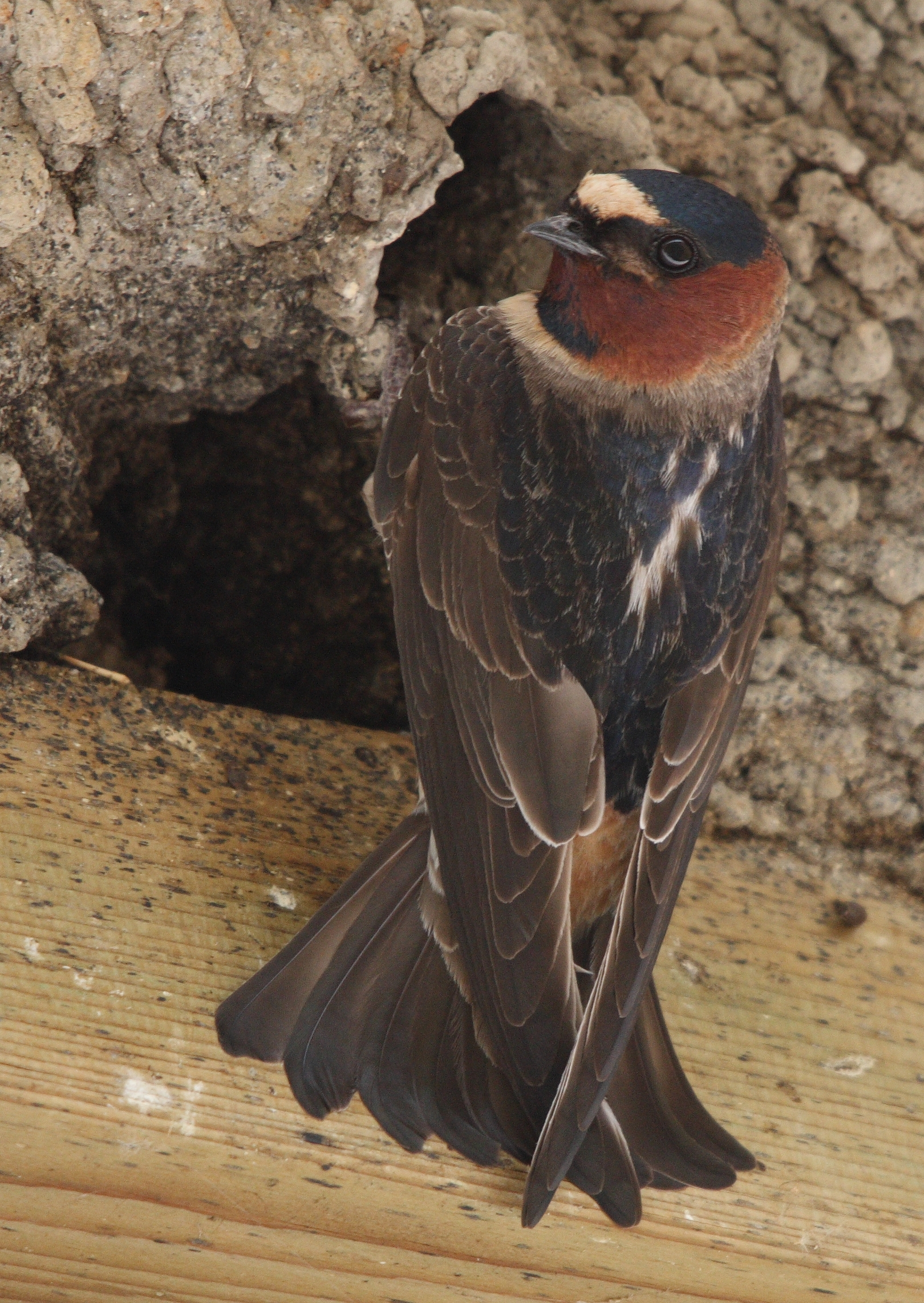
Hirondelle à front blanc à son nid sur un bâtiment de la Petite-Ferme
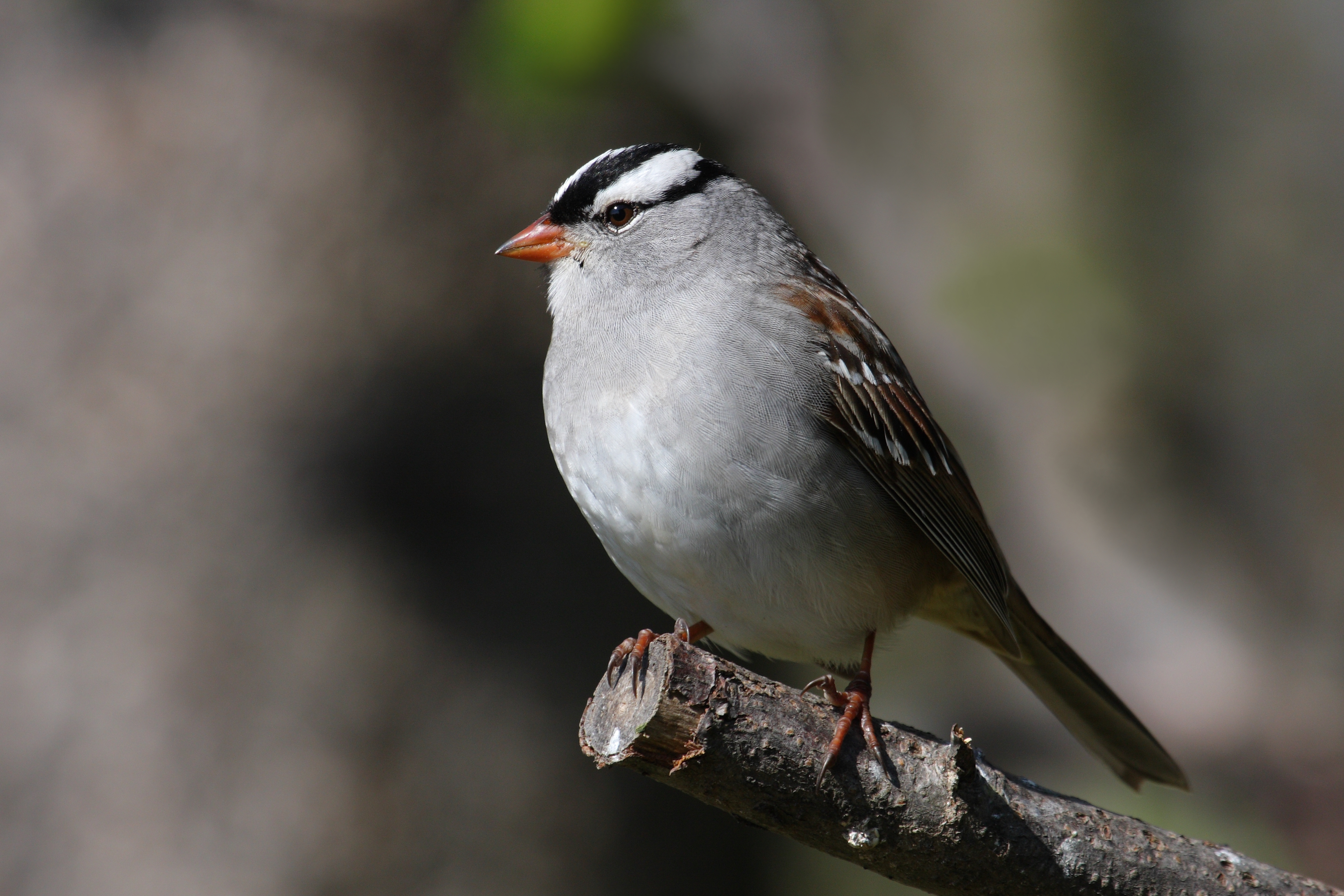
Bruant à couronne blanche près du pavillon Léon-Provancher
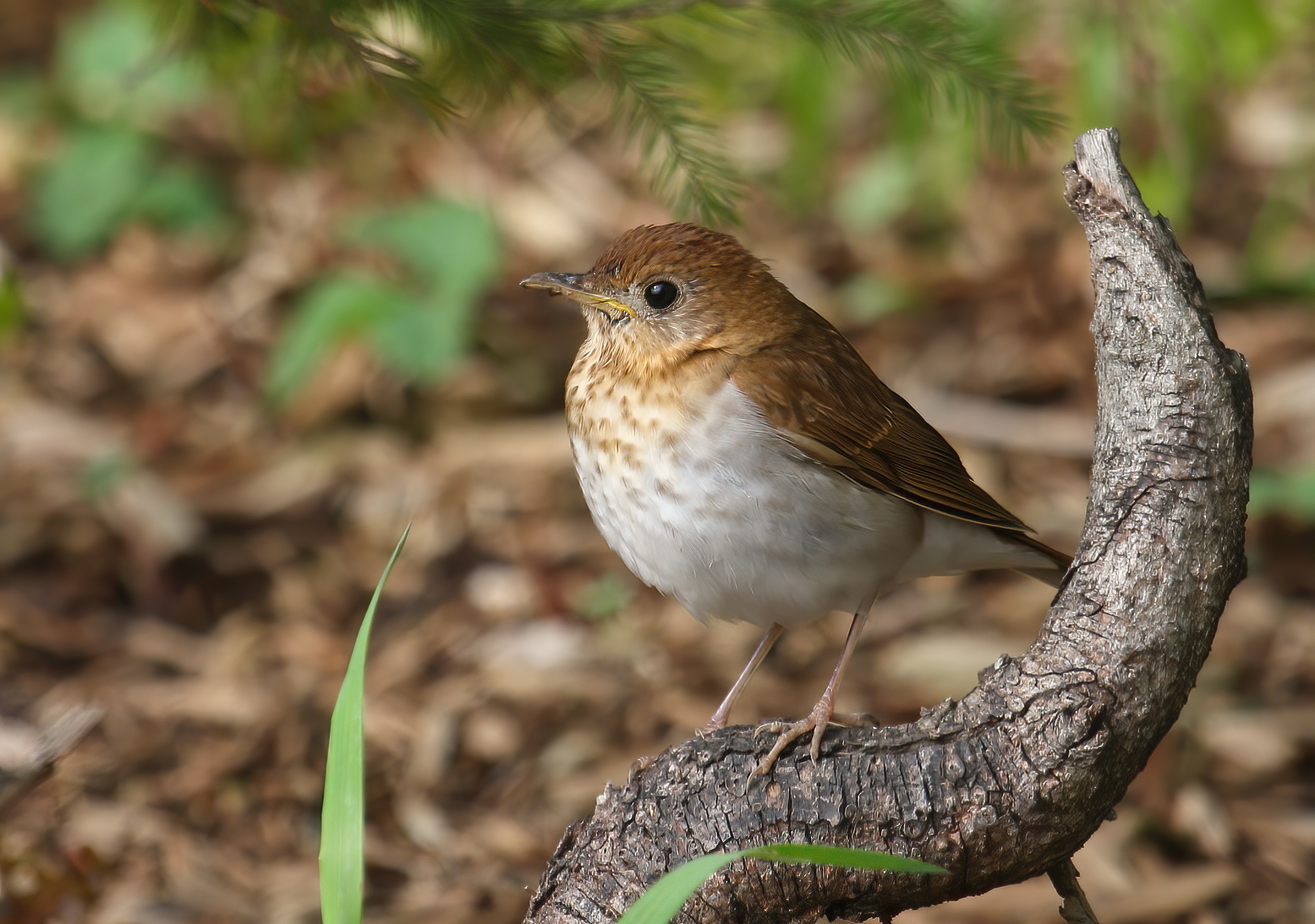
Grive fauve près du pavillon Léon-Provancher
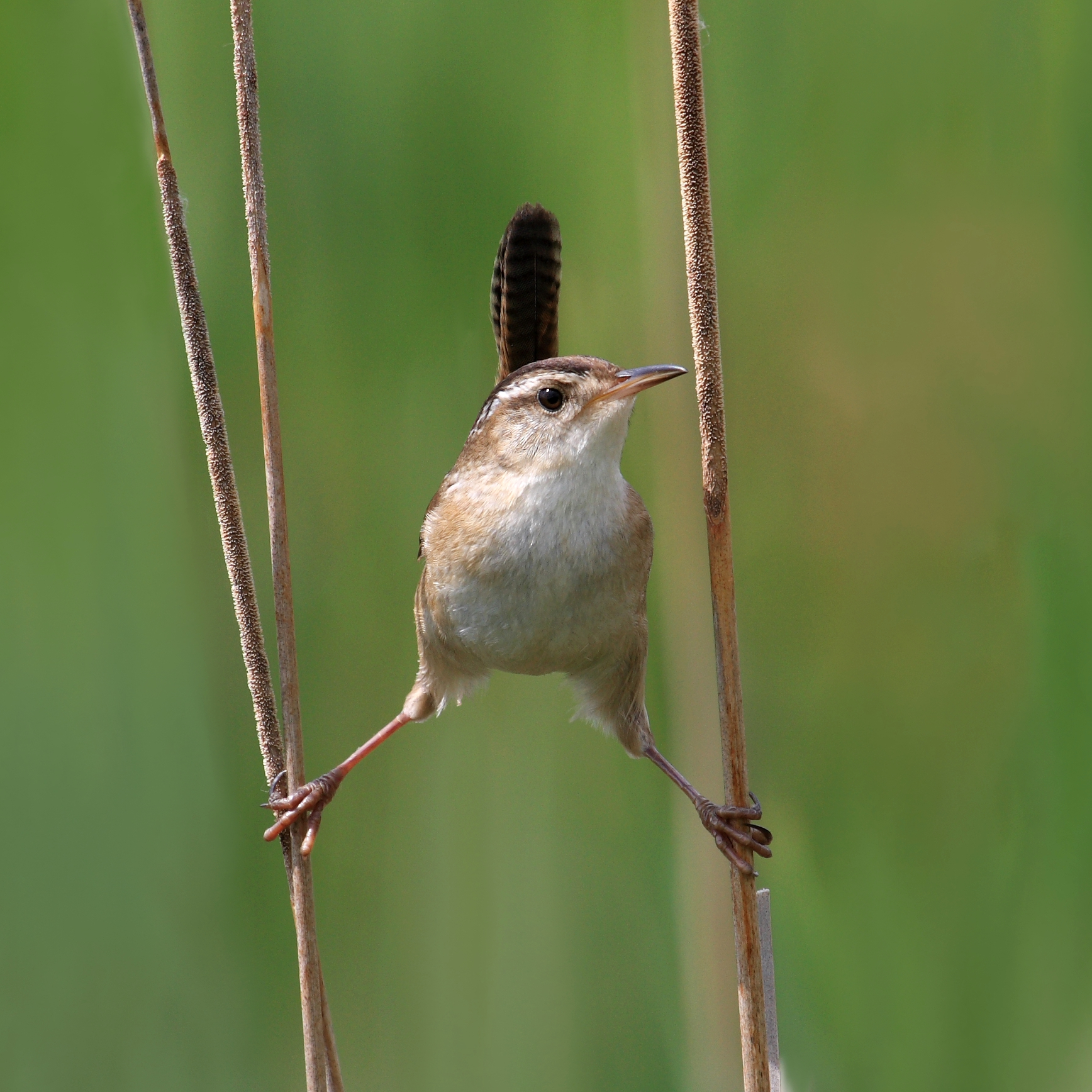
Troglodyte des marais au marais du Cap
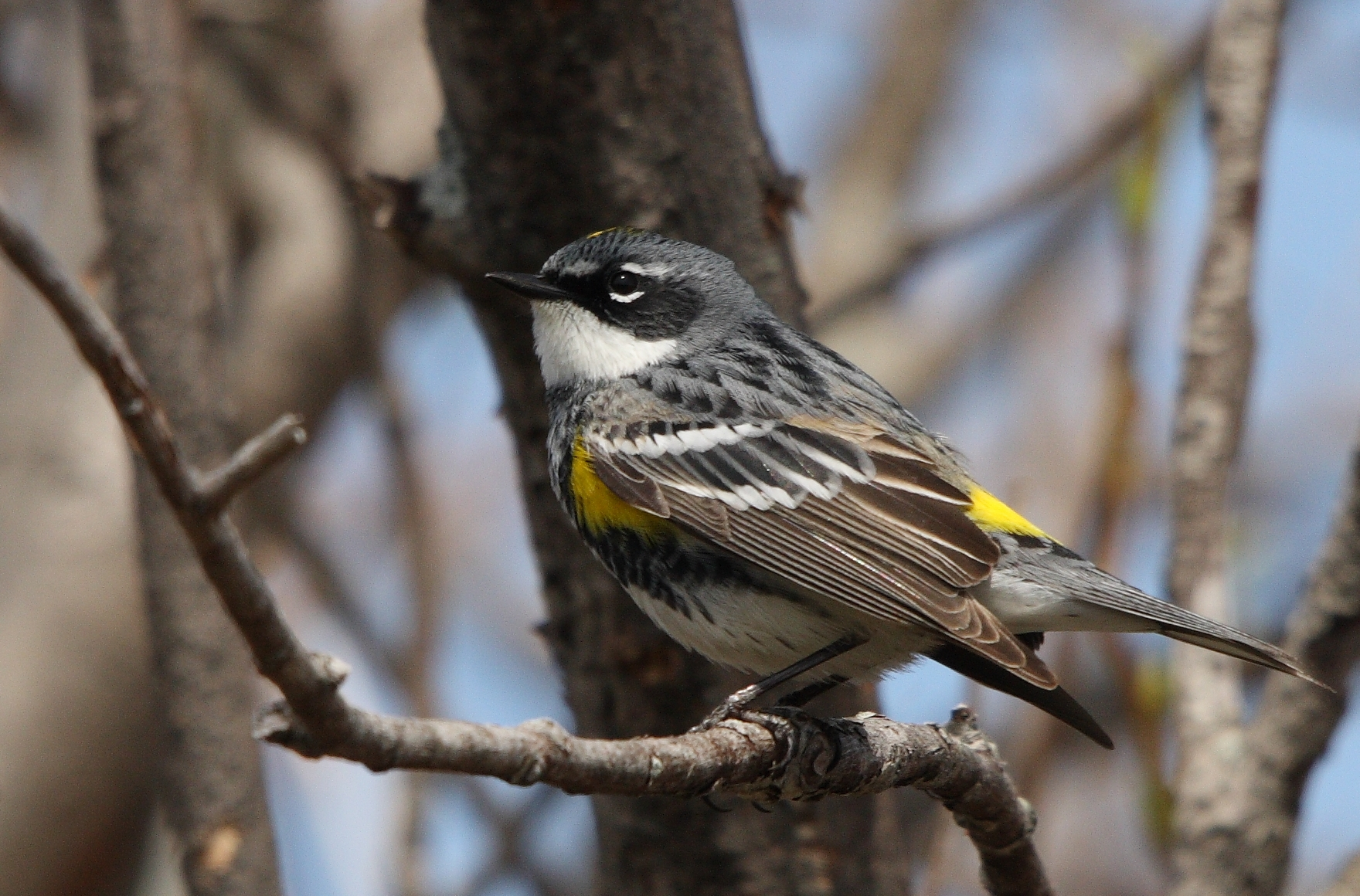
Paruline à croupion jaune lors de la migration printanière

##### Les rapaces

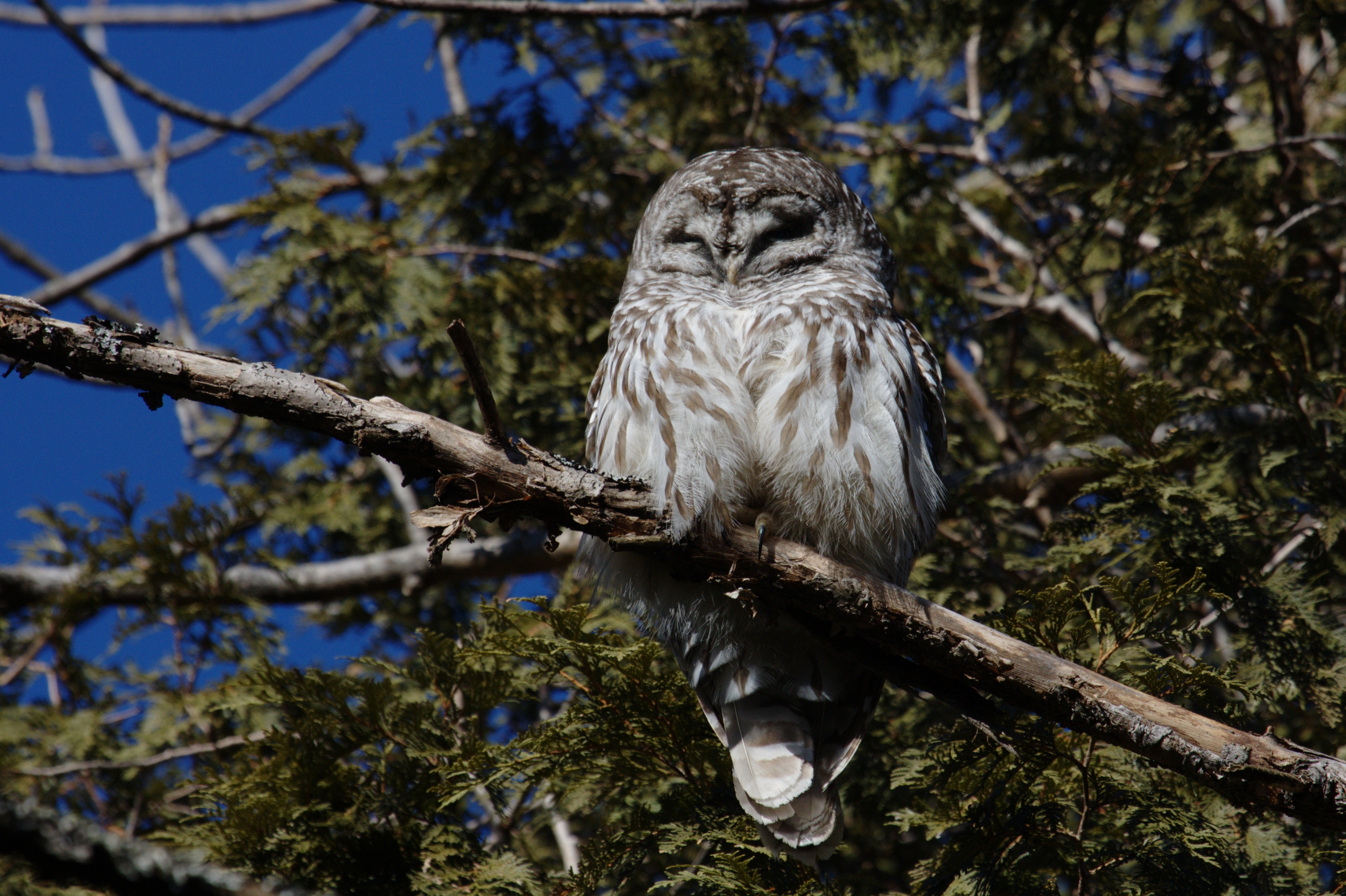
Chouette rayée se chauffant au soleil au mois de janvier sur le sentier de l'Aulnaie

Les rapaces sont omniprésents sur la réserve. Le soulèvement orographique provoqué par l'escarpement traversant la réserve est convoité par ceux-ci, autant pendant la période de nidification que pendant la migration. L'Urubu à tête rouge, la Buse à queue rousse, la Petite Buse et la Pygargue à tête blanche sont régulièrement observés planant le long de l'escarpement. Le Faucon pèlerin niche depuis plusieurs années dans une anfractuosité de la falaise. Le Busard Saint-Martin survole à faible altitude les champs et les marais. Les éperviers sont également présent, mais sont plus discrets. Le Grand-duc d'Amérique et la Chouette rayée sont les rapaces nocturnes les plus fréquents.

##### Les mangeoires
À l'hiver, des mangeoires sont aménagées le long des sentiers le Carouge, le Petit-Sault, l'Aulnaie, l'Érablière et la Prucheraie. Au total, une douzaine de postes d'alimentation procurent millet, chardon, tournesol et gras à de nombreuses espèces : Geai bleu, Tarin des pins, Durbec des sapins, Gros-bec errant, Sizerin flammé, Pic chevelu, Pic mineur, Bruant hudsonien, Sittelle à poitrine blanche, Sittelle à poitrine rousse, Mésange à tête noire, Chardonneret jaune, Roselin pourpré, Grimpereau brun, Bruant des neiges.

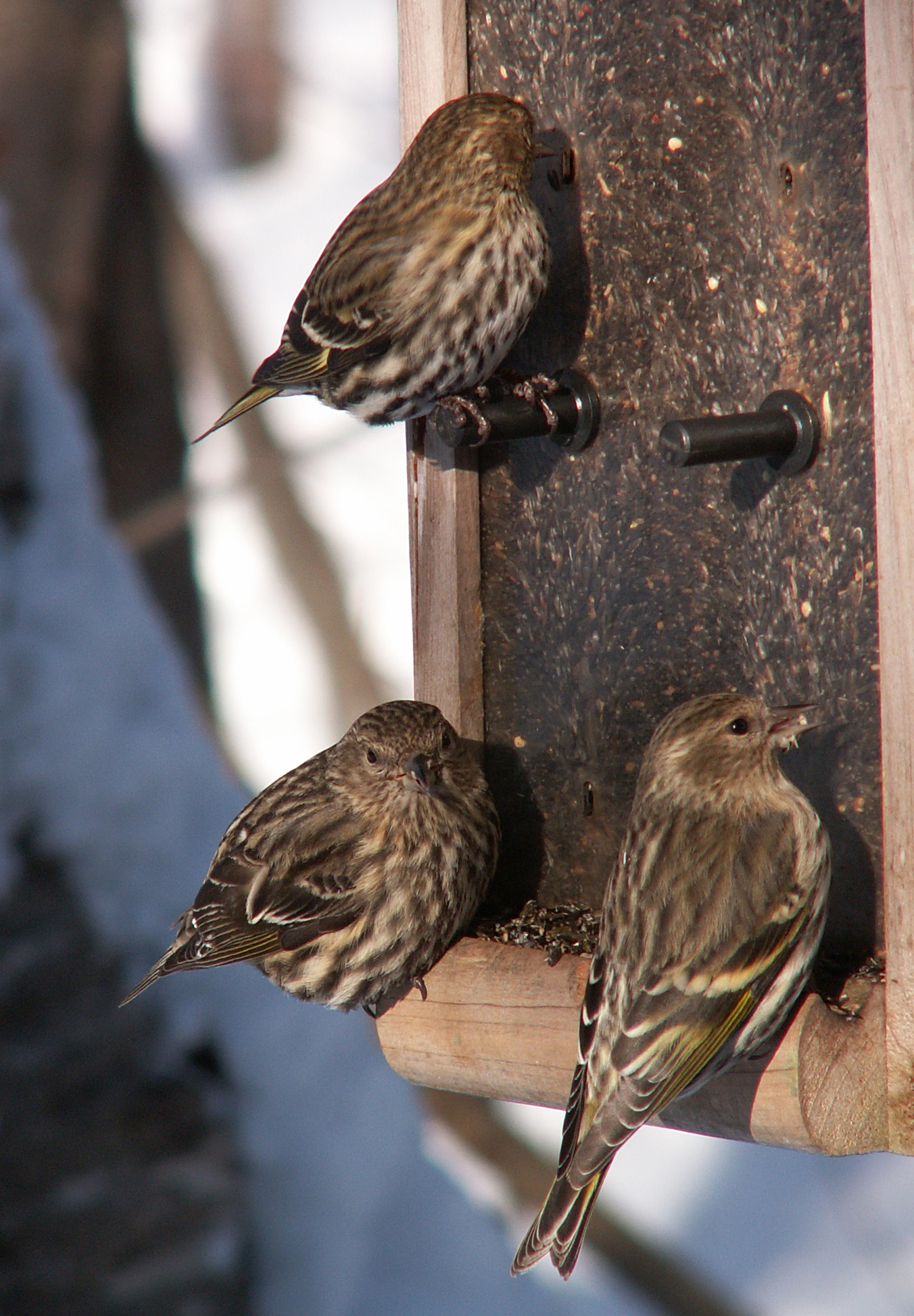
Tarin des pins se nourrissant de chardon
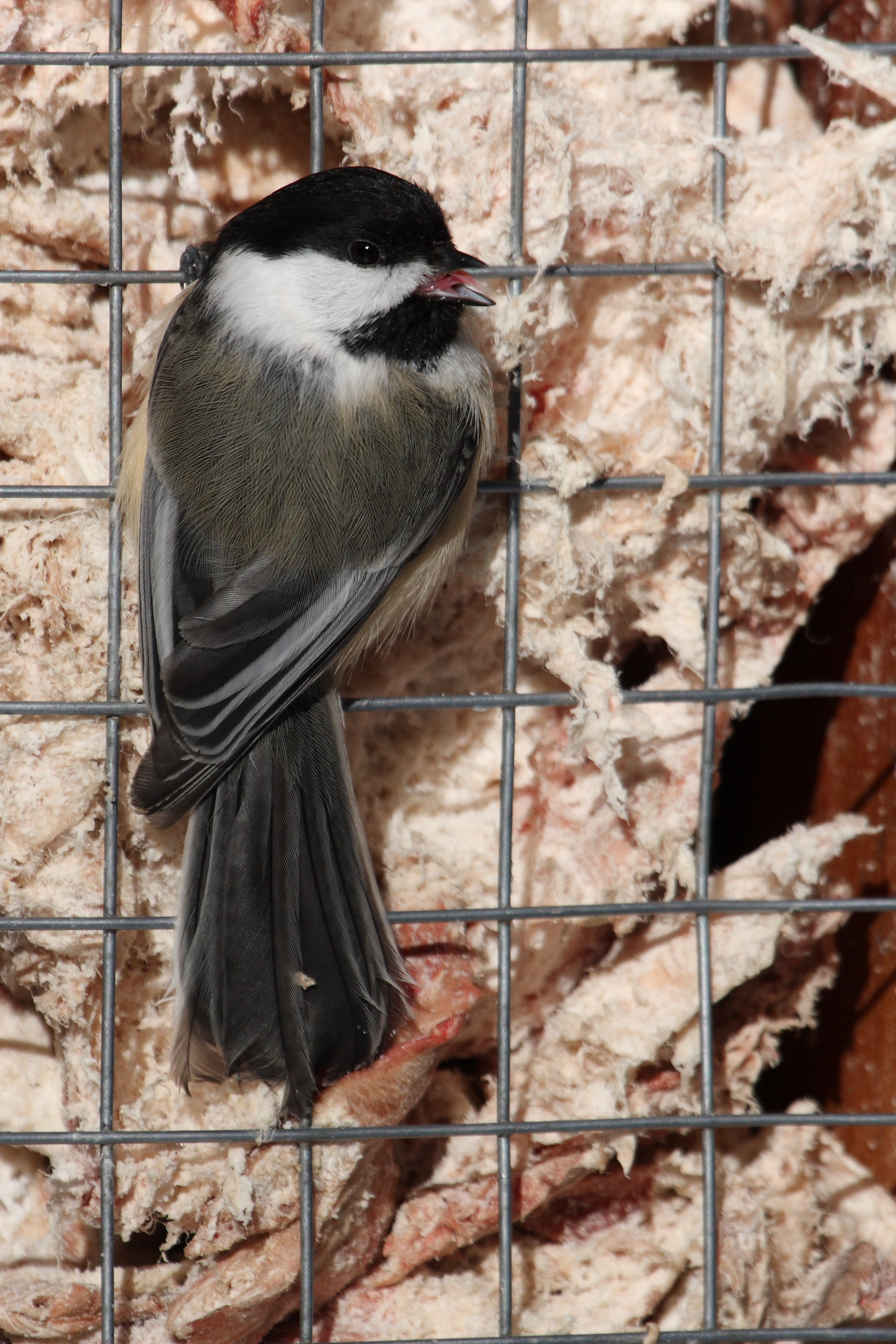
Mésange à tête noire se nourrissant de suif
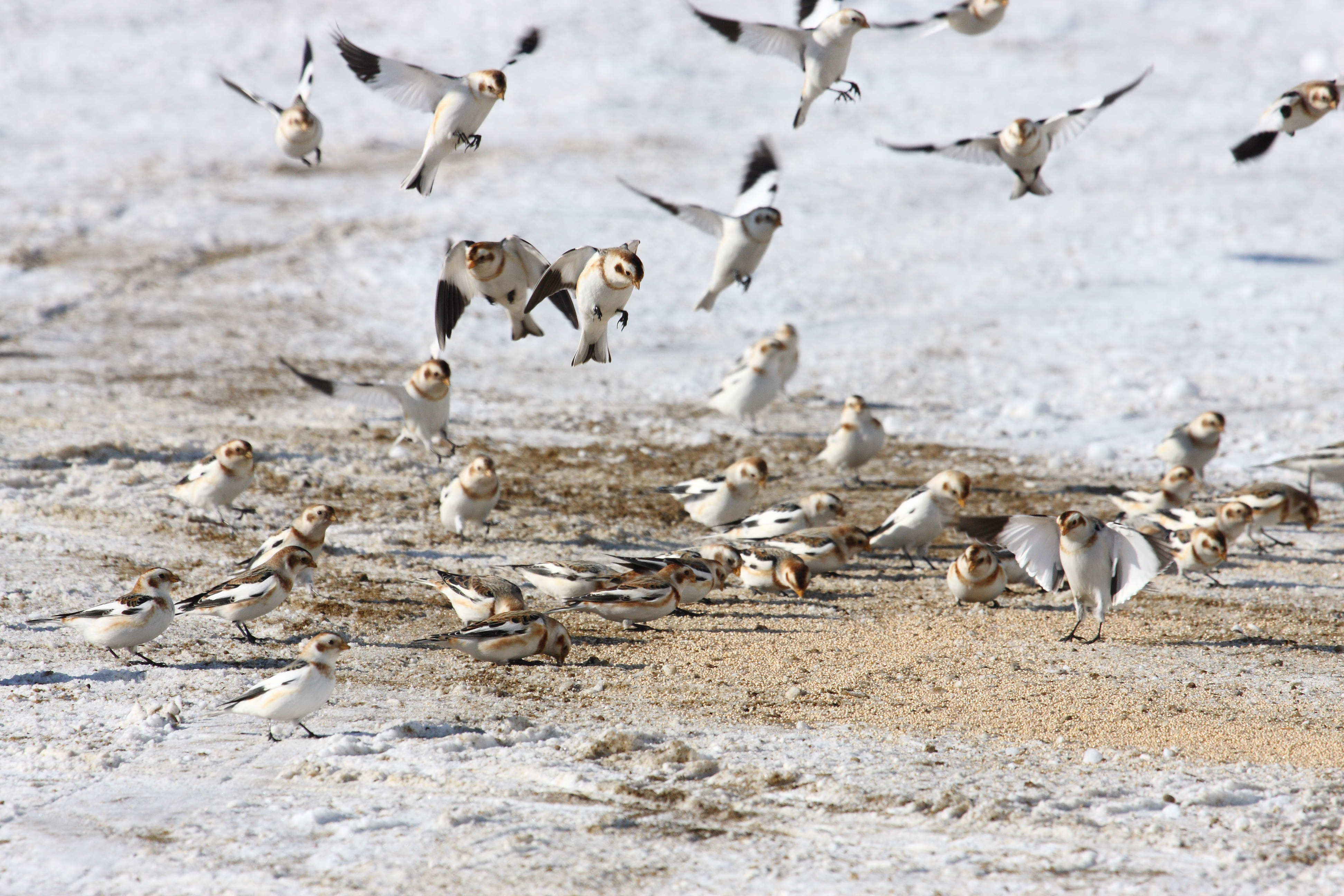
Bruant des neiges se nourrissant de millet au sol
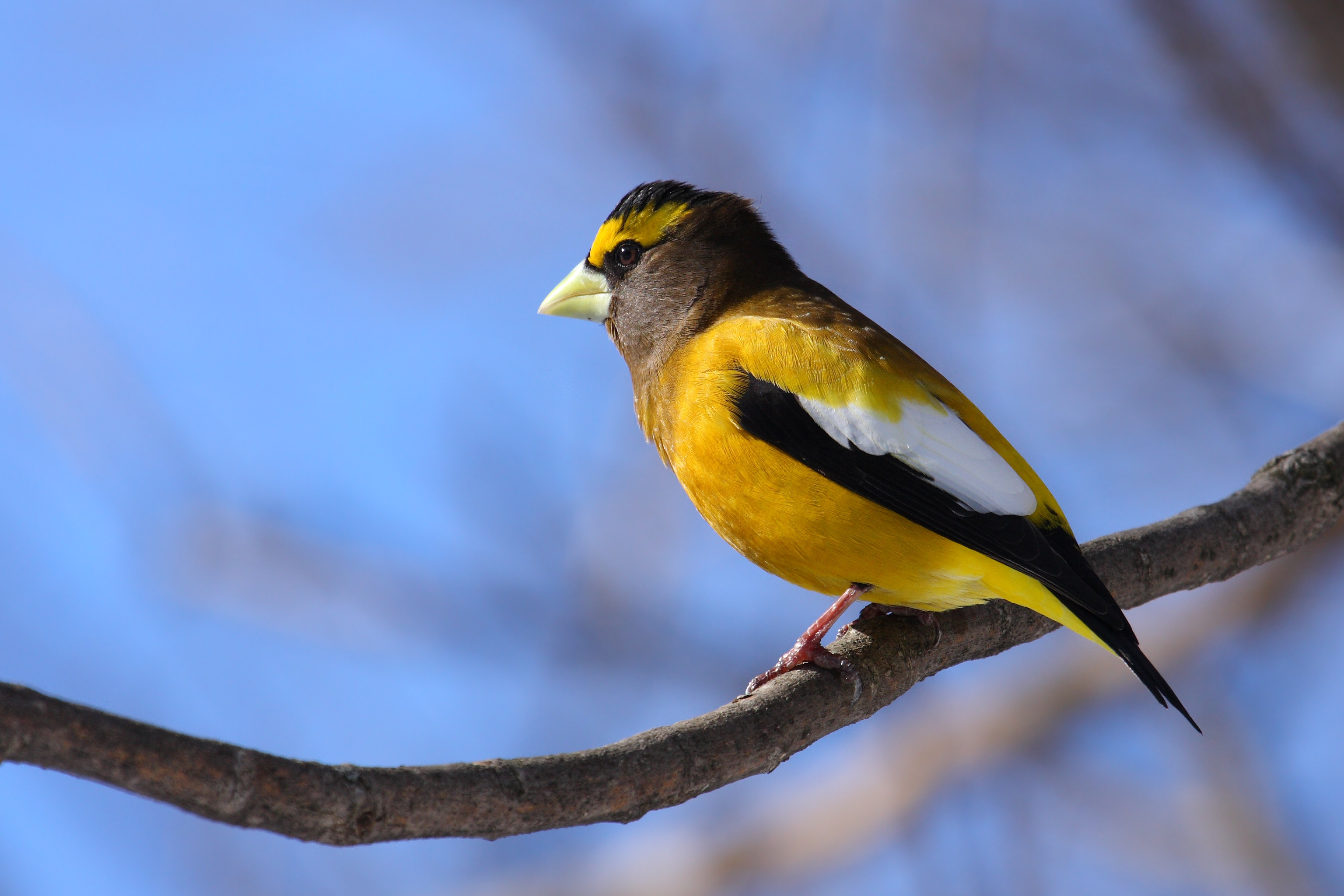
le Gros-bec errant est friand de tournesol

##### Grande oie blanche
La grande oie blanche (Chen caerulescens atlanticus), ou grande oie des neiges, une sous-espèce de l'oie des neiges, est la principale espèce animale qui a motivé la protection du territoire de la réserve nationale de faune du cap Tourmente. Au début du XXe siècle, cette espèce ne comptait pas plus de 3 000 individus. Or, les programmes de protection des territoires qu'elle fréquente lors de ses migrations ont permis d'accroître la population à 417 000 individus en 1993, puis à plus de 950 000 individus en 2004.
La grande oie blanche niche en été dans l'Arctique canadien, précisément sur l'île de Baffin jusqu'à l'île d'Ellesmere puis établit ses quartiers d'hiver sur la côte est-américaine. Lors de ses deux migrations annuelles, la grande majorité de la population de la grande oie blanche fait halte pour se restaurer sur les berges du fleuve Saint-Laurent. À l'automne, la réserve nationale de faune du cap Tourmente peut à elle seule abriter au même moment des vols de plus de 75 000 individus.
La grande oie blanche y trouve une réserve de nourriture abondante, en particulier des rhizomes du Scirpe d'Amérique, une plante des marécages dont elle est particulièrement friande. D'ailleurs, la couleur rouille caractéristique de la tête et du cou de la grande oie blanche provient du fer oxydé du sol des berges du Saint-Laurent, dans lequel elle plonge sa tête pour retirer la racine.
Bien qu'une telle concentration d'oies ait aussi un effet négatif sur les terres cultivées environnantes qu'elles peuvent fréquenter, il a été démontré que l'apport économique des visites aux sites de préservation était plus de vingt fois supérieur aux frais encourus pour les dommages aux cultures. La grande oie blanche fait en effet l'objet de festivals courus, notamment dans la ville voisine de Saint-Joachim (le Festival de l'Oie des neiges), et sur la rive sud du fleuve, à Montmagny (le Festival de l'oie blanche).

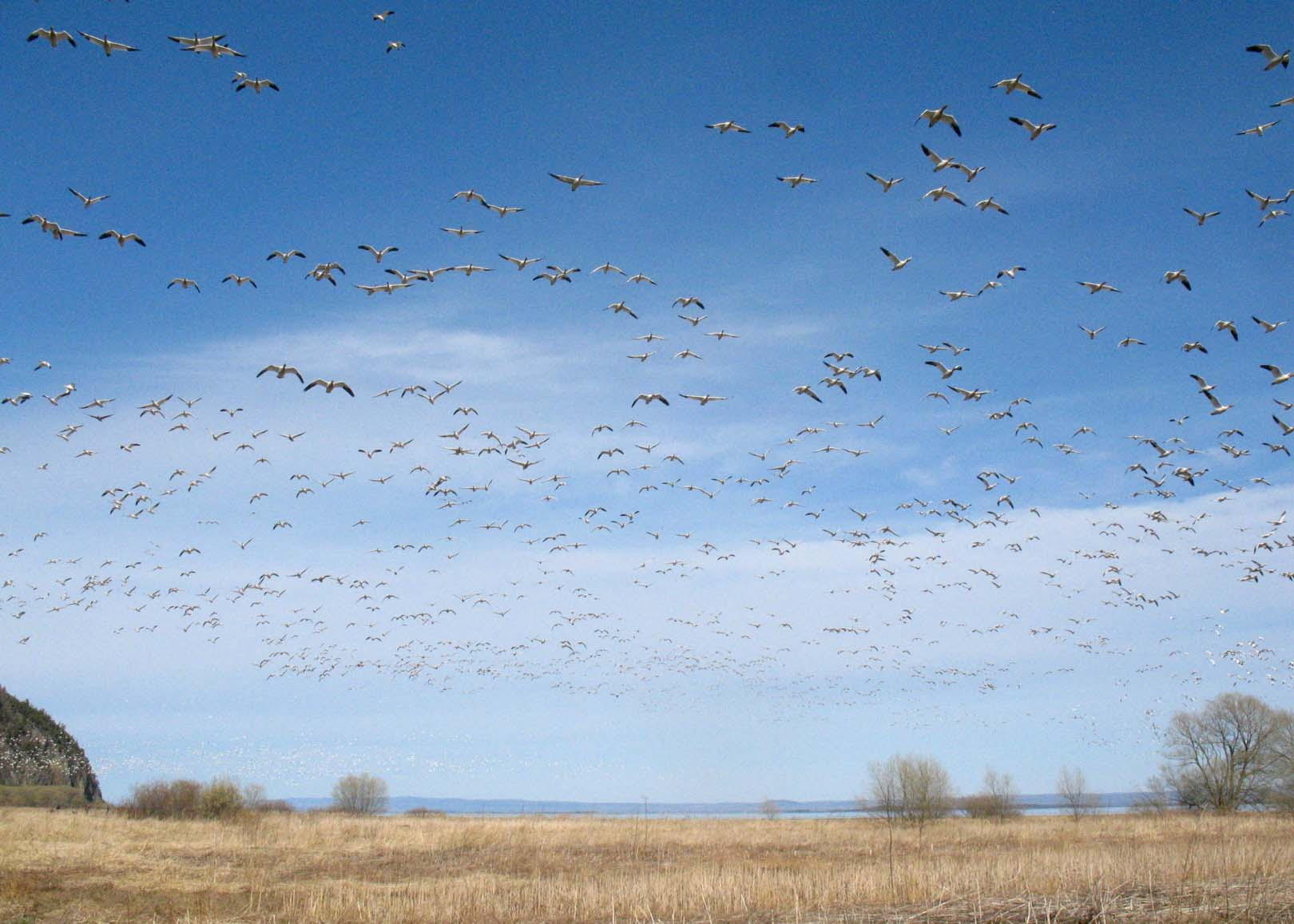
Vol d'oies
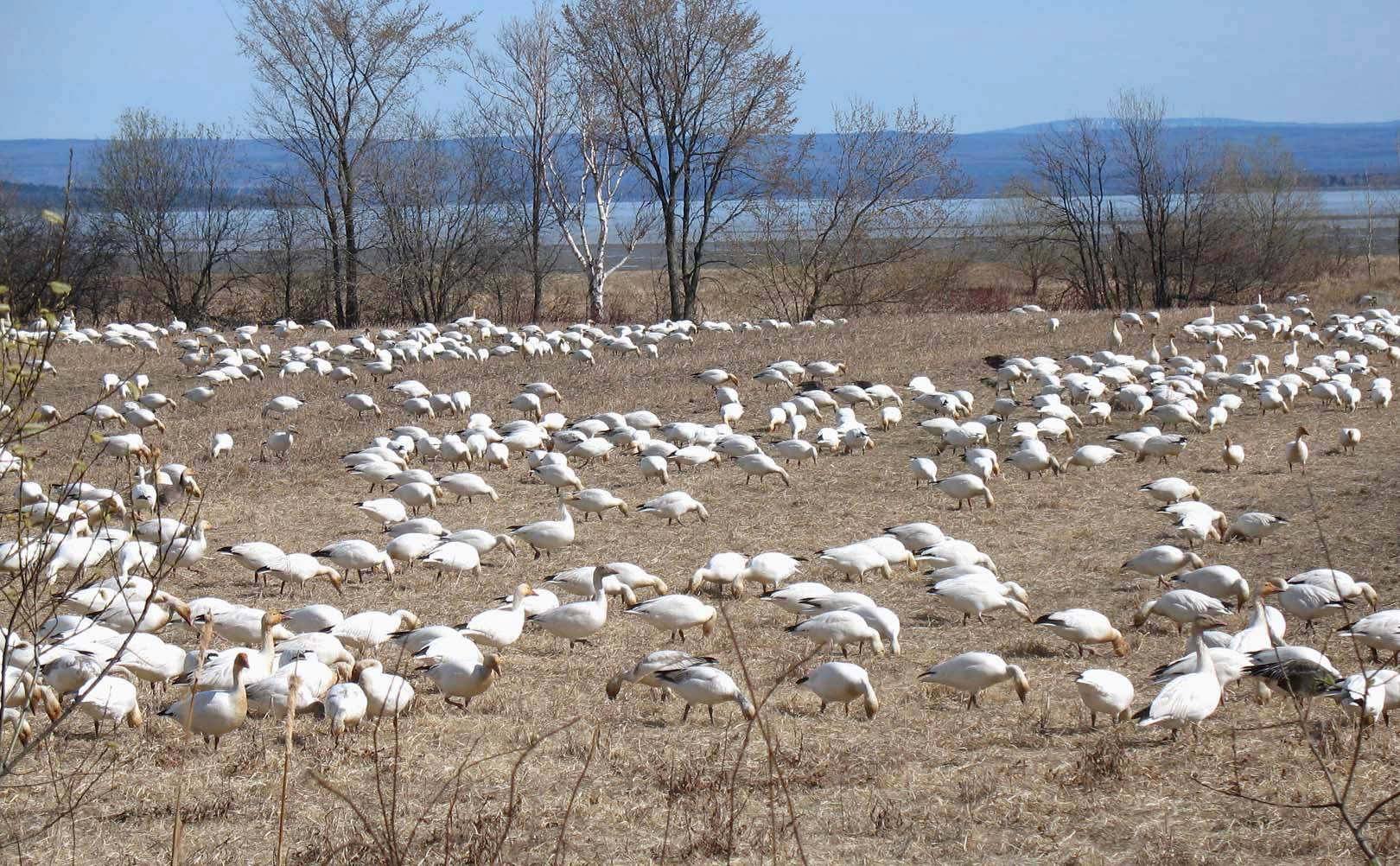
Oies broutant dans un champ
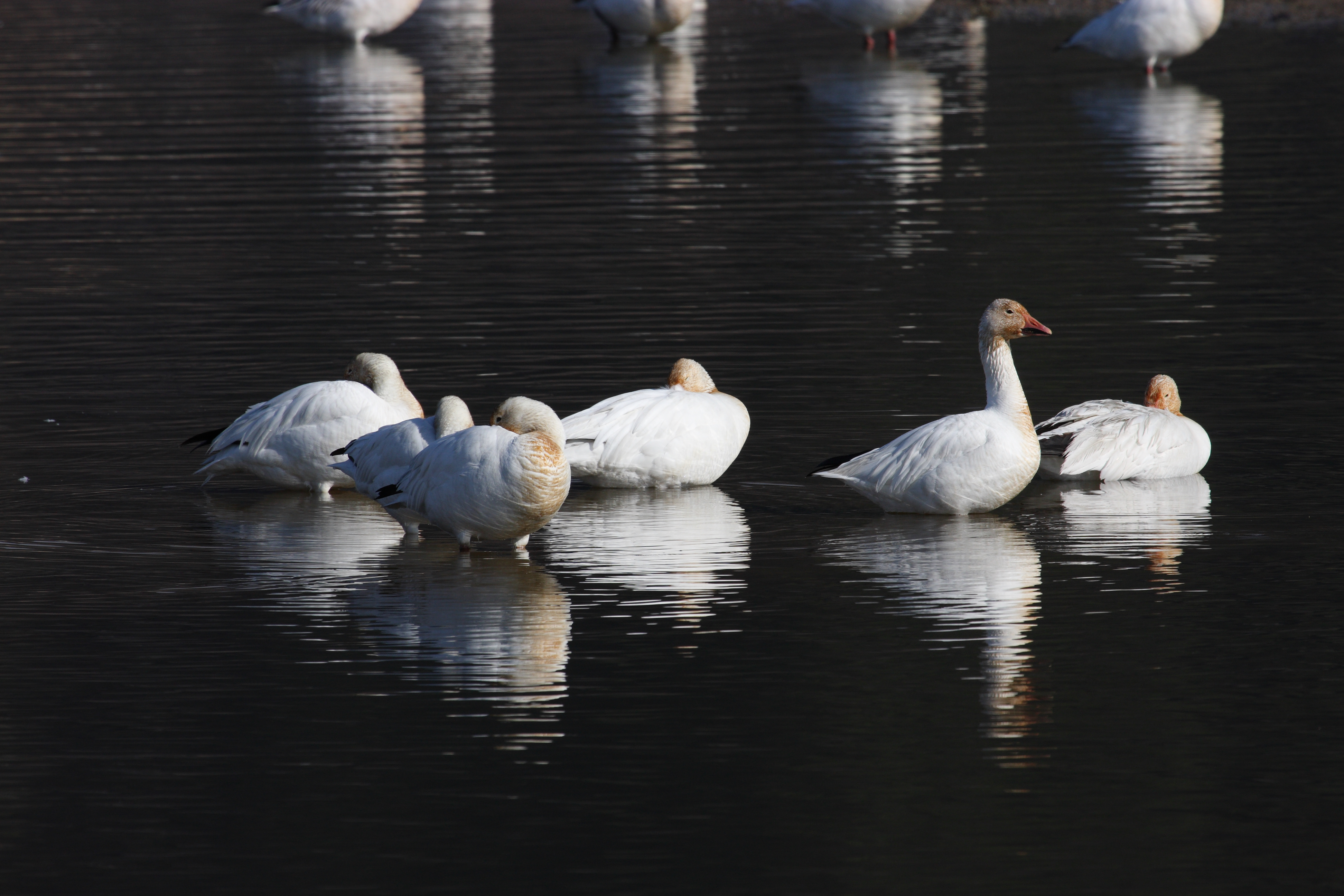
Dans le marais de la Petite-Ferme
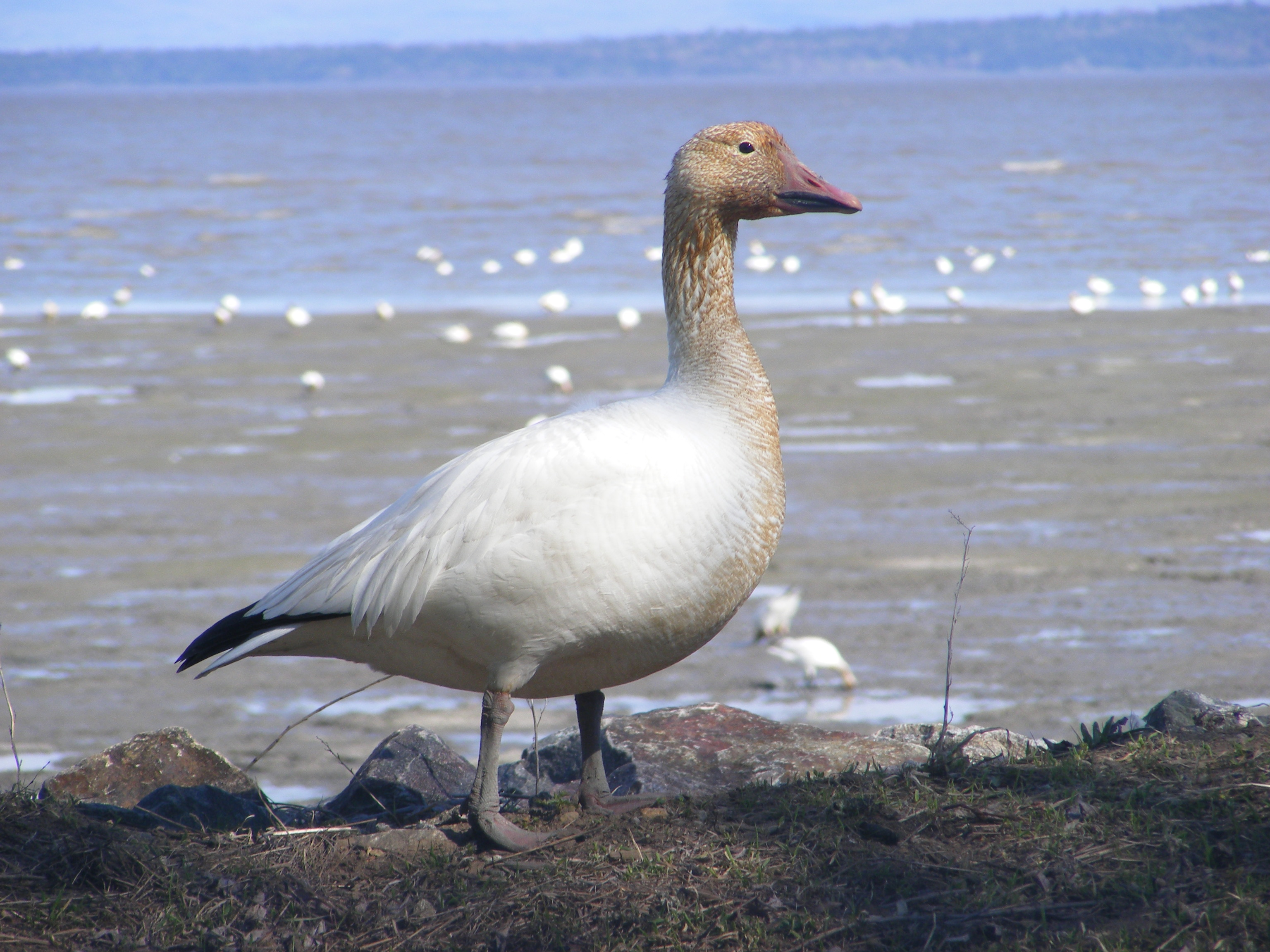
Près du fleuve
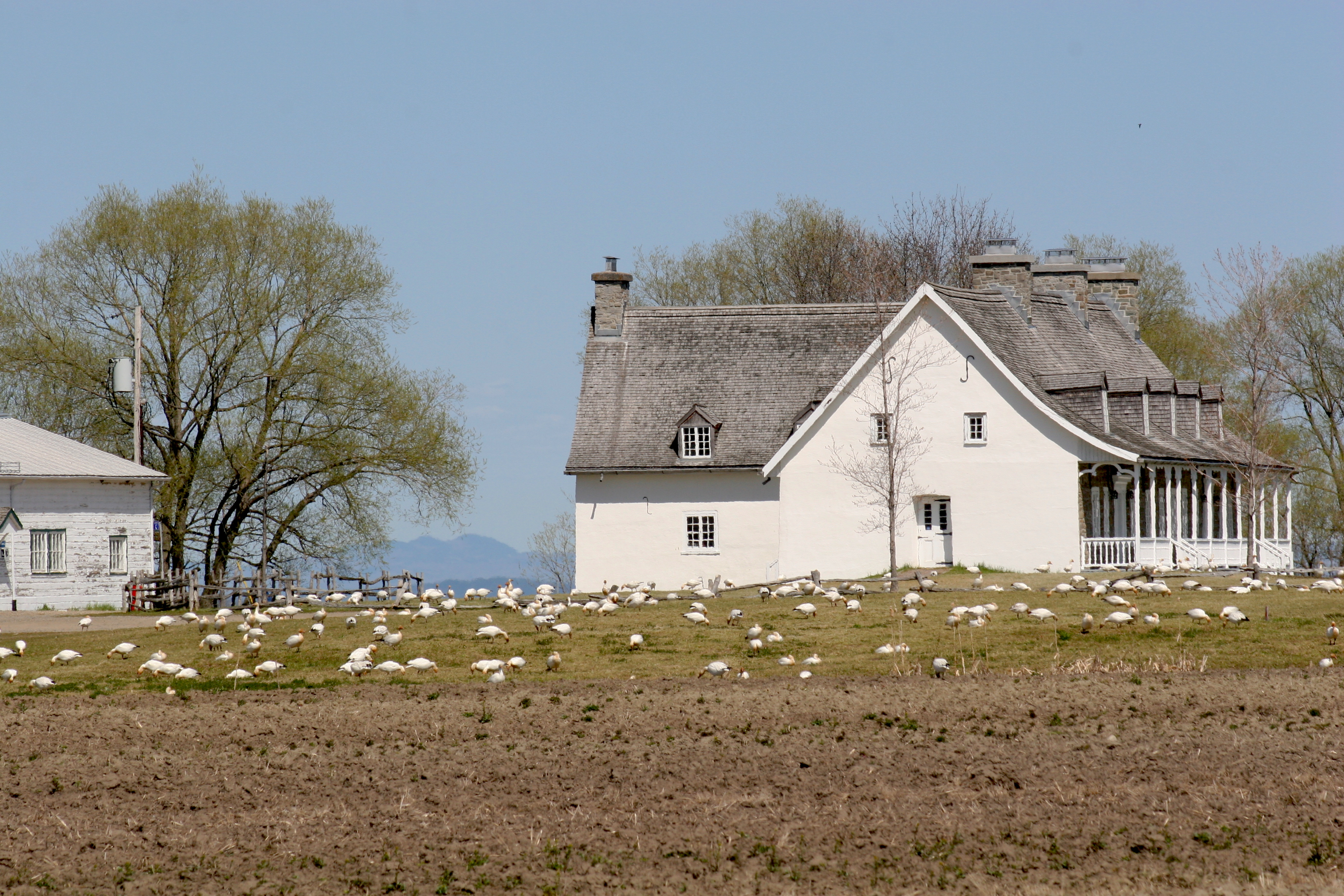
L'arrivée des oies des neiges à la Petite-Ferme au printemps.

## Activités
L'observation ornithologique et la randonnée pédestre font partie des principales activités qui peuvent être pratiquées au cap Tourmente,. En 2001-2002, un peu plus de 56 000 personnes l'ont visité.

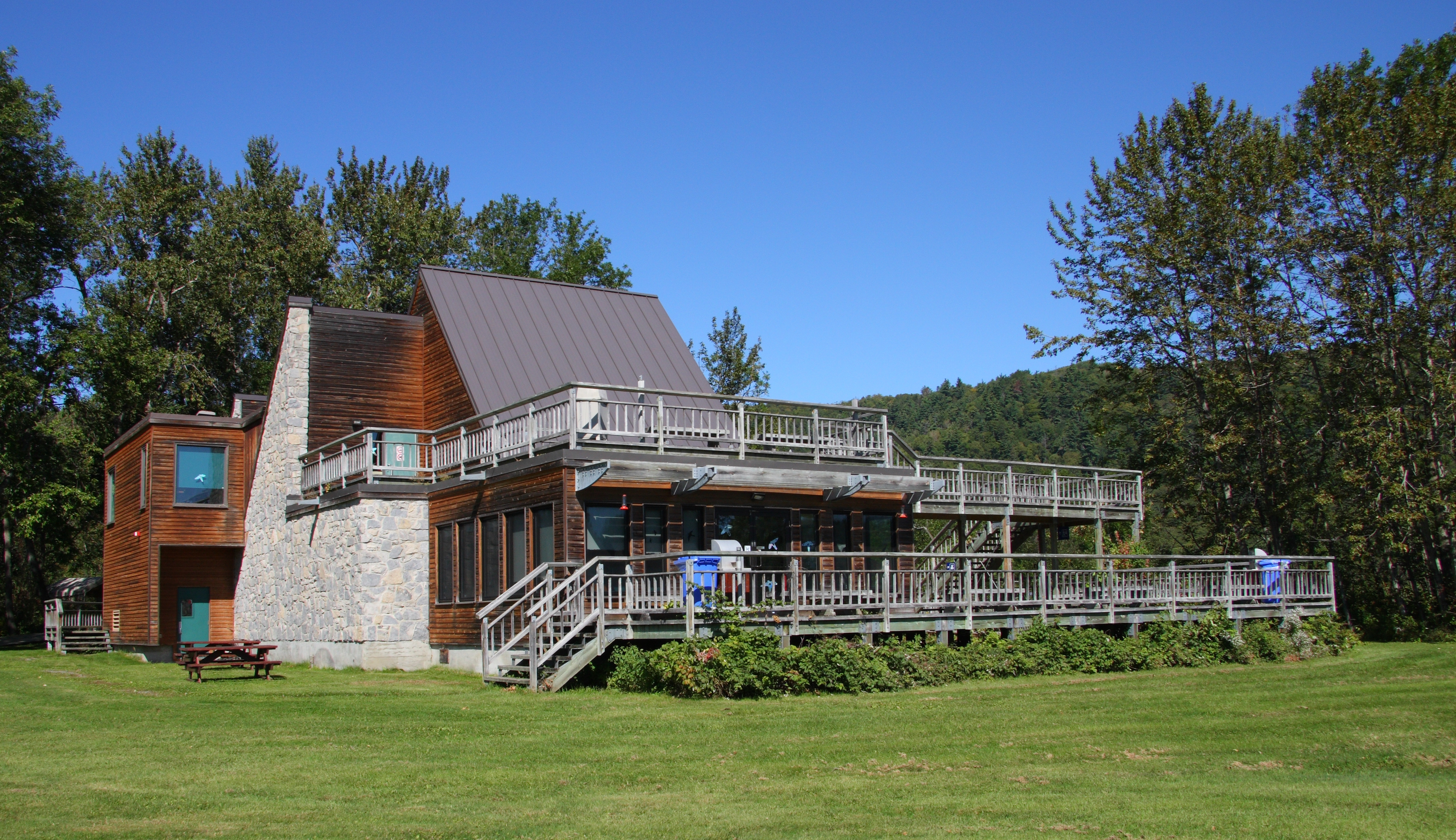
Le centre d'interprétation de la réserve

Le Centre d'interprétation de la biodiversité du cap Tourmente présente une exposition et des projections sur l'histoire, la faune et la flore du site. Il s'agit aussi du point de départ de plusieurs sentiers et de certaines activités ainsi que d'un lieu de rencontre et d'informations avec des naturalistes et responsables du site.
Des naturalistes sont présents au Centre d'interprétation et sur différents points des sentiers afin d'offrir des activités d'interprétation sur divers sujets des sciences naturelles selon l'époque de l'année : les grandes oies blanches, le faucon pèlerin, les marées, hivernage des oiseaux, effet des saisons sur le site, etc.
Un second bâtiment, le pavillon Léon-Provancher est quant à lui inutilisé, à côté de la station de baguage de l'Observatoire d'oiseaux de Tadoussac.
Plus de 25 kilomètres de sentiers aménagés permettent de parcourir les différents écosystèmes du parc. L’Écart et le Bois-sent-bon, en trottoirs de bois, permettent de s'approcher des berges du fleuve et d'observer les oies dans des caches munies de télescopes. Le Souchet, le Moqueur-chat et le Carouge parcourent les plaines et côtoient les étangs aménagés pour la sauvagine. Le Petit-Saut suit le cours du ruisseau homonyme. L’Érablière, l’Aulnaie, la Prucheraie, le Piedmont, la Cèdrière et le Pierrier explorent les différents peuplements forestiers. Finalement, la Falaise et la Cime permettent d'atteindre plusieurs points d'observation à flanc de falaise, donnant une vue sur le site, sur le fleuve, sur l'île d'Orléans et sur les îles de l'archipel de Montmagny (comme Grosse-Île, l'île aux Ruaux et l'île aux Grues). En hiver, les visiteurs peuvent parcourir dix kilomètres de sentiers sur neige battue où sont installées des mangeoires pour les oiseaux,.
Depuis 1972, en saison, une chasse contingentée et strictement réglementée à l'oie blanche est permise dans certaines zones du parc. Comme l'espèce est maintenant considérée en surabondance par les biologistes, l'objectif de cette chasse est de réguler le nombre d'individus afin d'assurer le renouvellement du marais à scirpe.
Depuis 2014, l'Observatoire d'oiseaux de Tadoussac effectue un suivi standardisé de quelque 50 espèces de passereaux en migration, à l'aide de capture au filet japonais, et propose une activité d'interprétation destinée au public de septembre à octobre,.

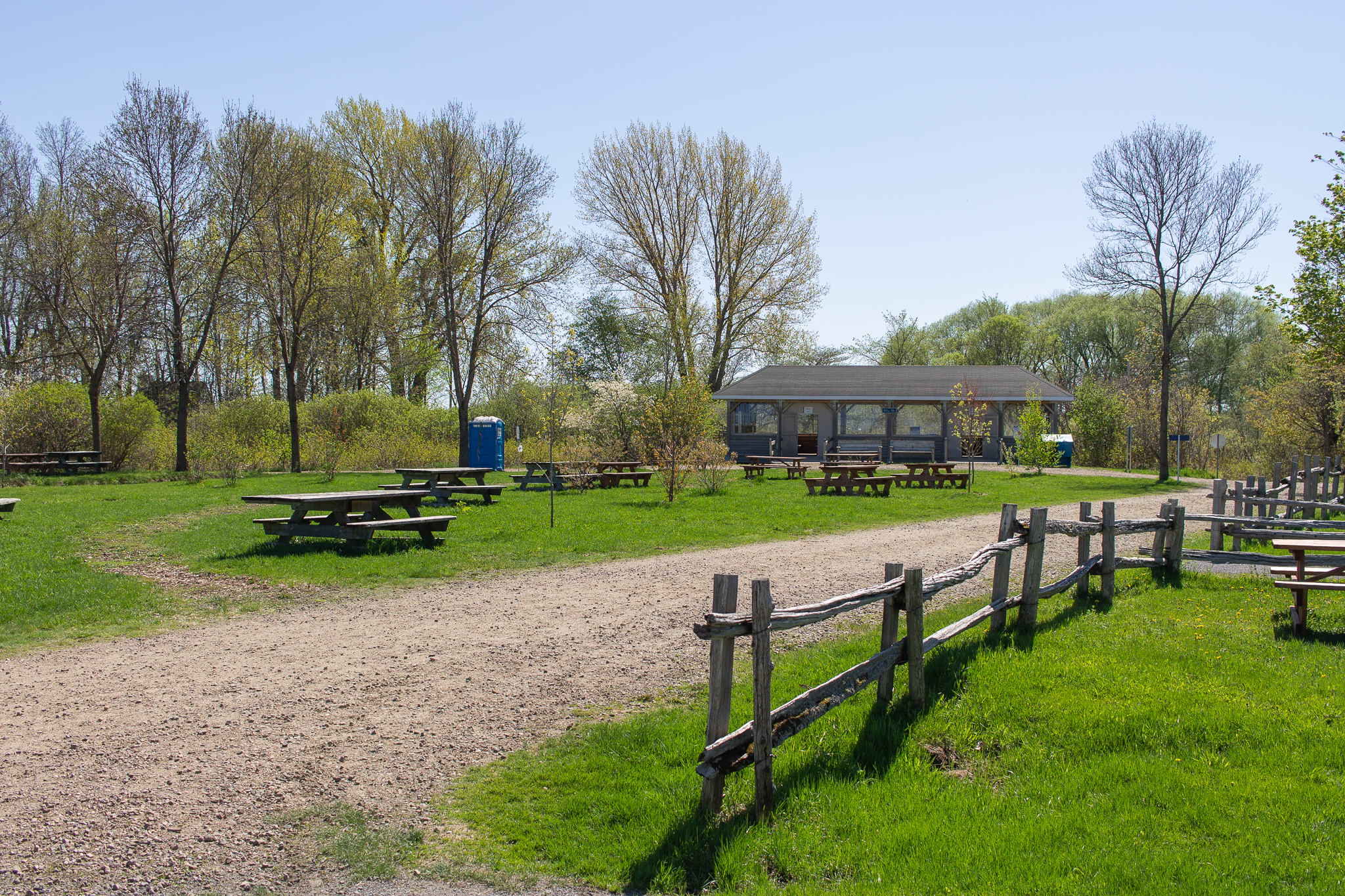
Aire de pique-nique près du pavillon Léon-Provancher
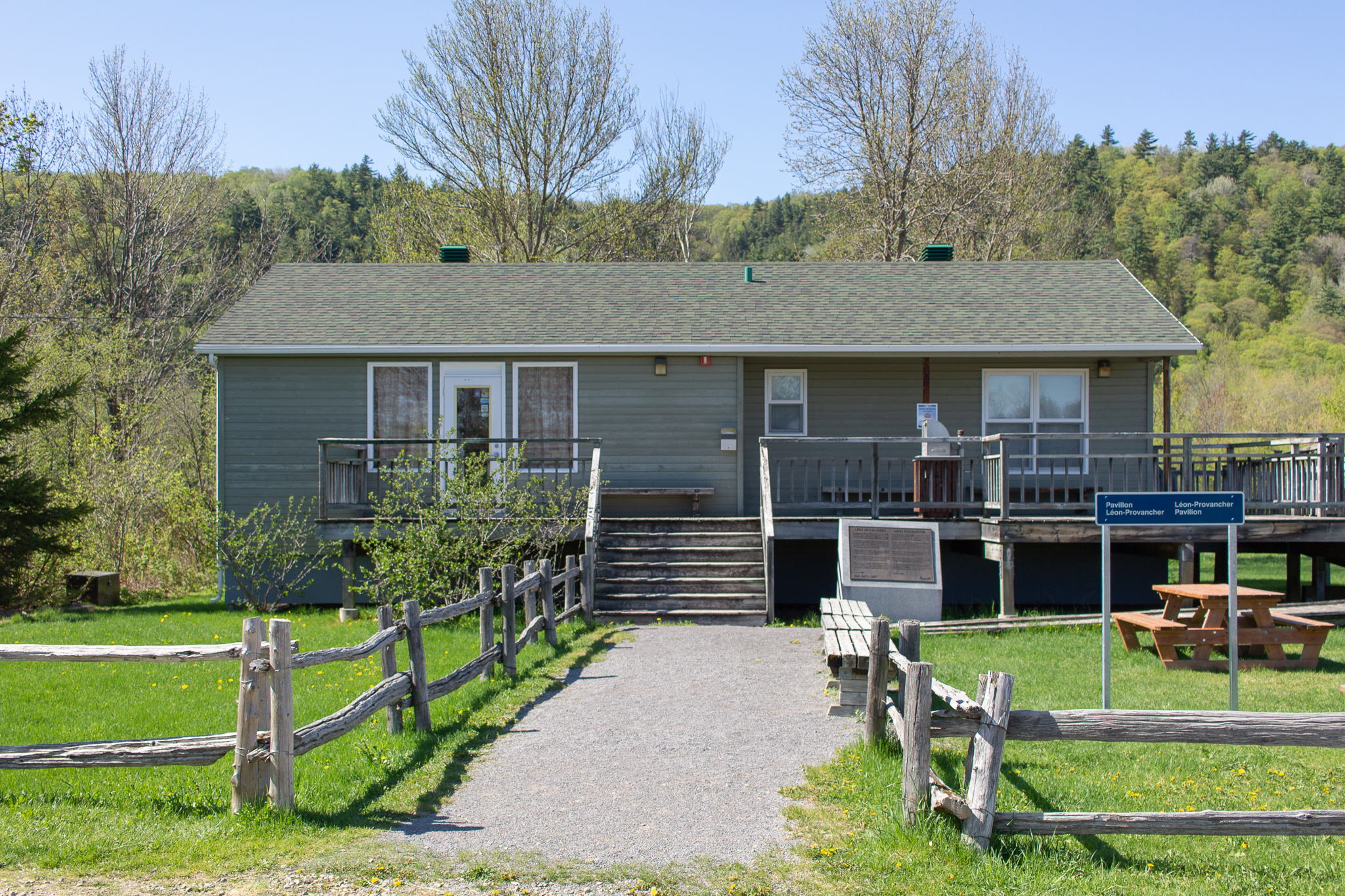
Le pavillon Léon-Provancher
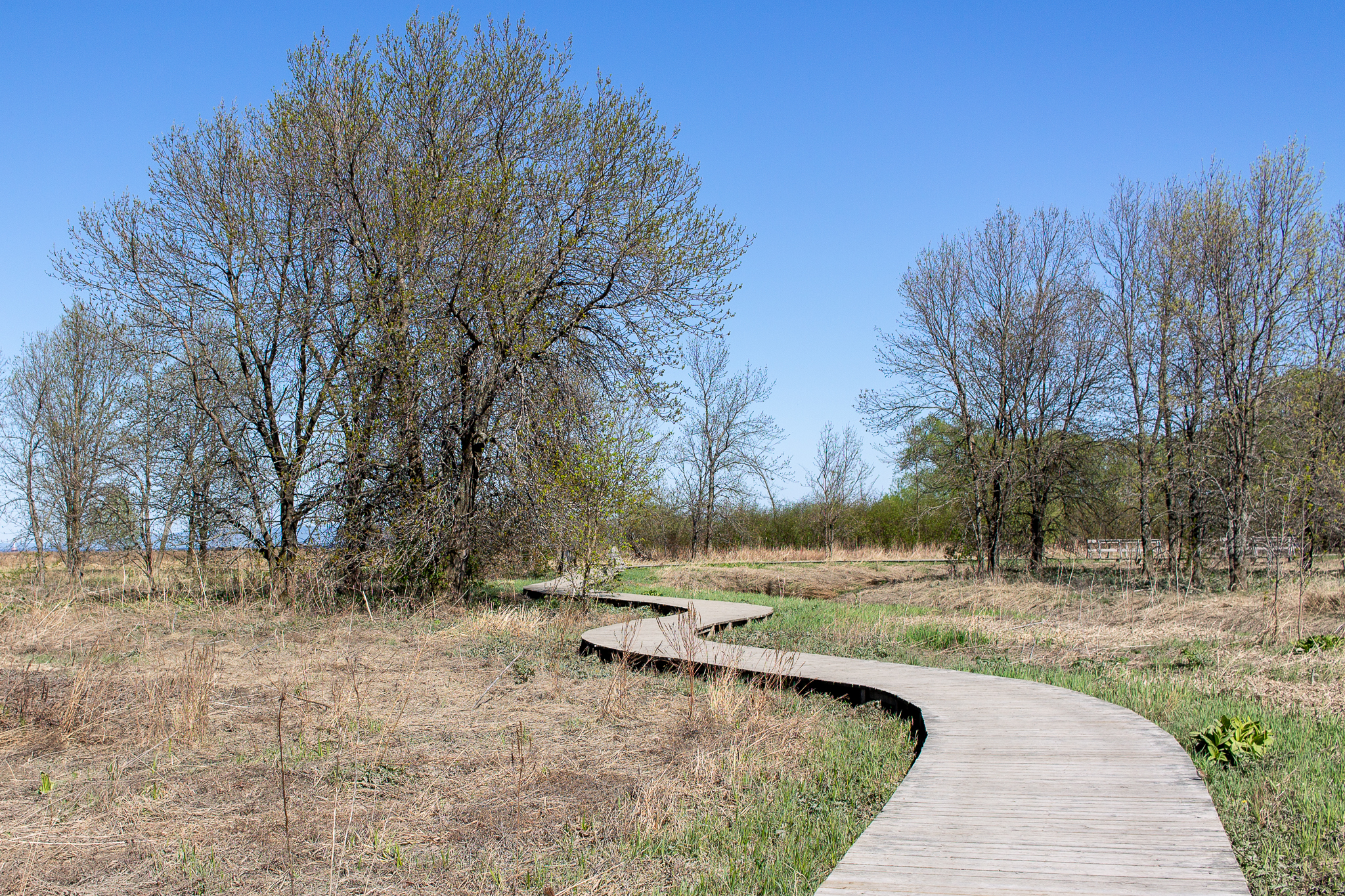
Le sentier le Bois-sent-Bon

## Panoramas
|  |
|  |

### Sources
- Carte des sentiers, Réserve nationale de faune du cap Tourmente, Service canadien de la faune (SCF), Environnement Canada, 1996 (N° de catalogue : CW66-149/1996F ;  (ISBN 0-662-81471-1)).
- « Réserve nationale de faune du cap Tourmente », Environnement Canada - Québec, consulté le 12 septembre 2011.
- « Guide du visiteur 2007-2008 »(Archive.org • Wikiwix • Archive.is • Google • Que faire ?), Réserve nationale de faune du cap Tourmente, Service canadien de la faune (SCF), Environnement Canada et Association des amis et amies du Cap Tourmente, 2007.
- Réserve nationale de faune du cap Tourmente[PDF] in Guide des milieux humides, Union québécoise pour la conservation de la nature, 1994. (Version web visitée le 22 janvier 2005), version également archivée sur Internet Archive.
- « Association des amis du cap Tourmente » (consulté le 10 janvier 2011)
- Sa Majesté la Reine du Chef du Canada, « DORS/99-95 Règlement modifiant le Règlement sur les réserves d’espèces sauvages », Gazette du Canada, vol. 133, no 5,‎ 3 mars 1999, p. 529-534 (lire en ligne)